# Yemayá
Yemayá o Jemanjá, también llamada Yemanyá (Yemọya en Nigeria, Iemanjá o aún Dona Janaína en Brasil; ver sección Nombre) es la orishá del pueblo egba, divinidad de la fertilidad de la mitología yoruba, originalmente asociada al Mar. Su culto principal se estableció en Abeokuta después de migraciones forzadas, tomando como soporte el río Ògùn de donde se manifiesta en cualquiera otro cuerpo de agua. También es reverenciada en partes de Sudamérica, Caribe y Estados Unidos. Siendo identificada en el merindilogun por los Odus Irosun y Ossá, es representada materialmente por el asentamiento sagrado denominado Igba Yemayá. Se manifiesta a los iniciados en sus misterios (eleguns) a través de posesiones o trances.
Celebrada en Ifé como hija de Olokun, la divinidad de los mares, esa estrecha conexión fue enaltecida en el proceso de la diáspora africana resultando en una sobreposición de ambas en una misma figura como manifestaciones de un mismo principio, siendo el motivo para la asociación de Yemayá con los mares en el Nuevo Mundo. Con el sincretismo de otras divinidades y de influencias europeas, fue imbuida de incontables atributos y poderes en una gran variedad de cultos. Su arquetipo maternal se consolidó sobre todo como Madre de todos los Orishás. Yemayá, en las palabras de D. M. Zenicola, "representa el poder progenitor femenino; es ella que nos hace nacer, divininad que es maternidad universal, la Madre del Mundo".
En Brasil considerado el orishá más popular festejado con fiestas públicas, desarrolló profunda influencia en la cultura popular, música, literatura y en la religión, adquiriendo cada vez más una identidad consolidada por el Nuevo Mundo, conforme puede ser observado a través de su representación por diversos intelectuales, artistas y por el folclore que en su imagen reunieron las "tres razas". Figura en la Dona Janaína una personalidad aparte, seductora, sirena de los mares noroccidentales, con cultos populares simbólicos y accesibles que muchas veces no expresan necesariamente una liturgia. En esa visión, según Bernardo, Yemayá "(...) es madre y esposa. Ella ama los hombres del mar y los protege. Pero cuando los desea, ella los mata y los hace sus esposos en el fondo del mar".

## Nombre y Epítetos

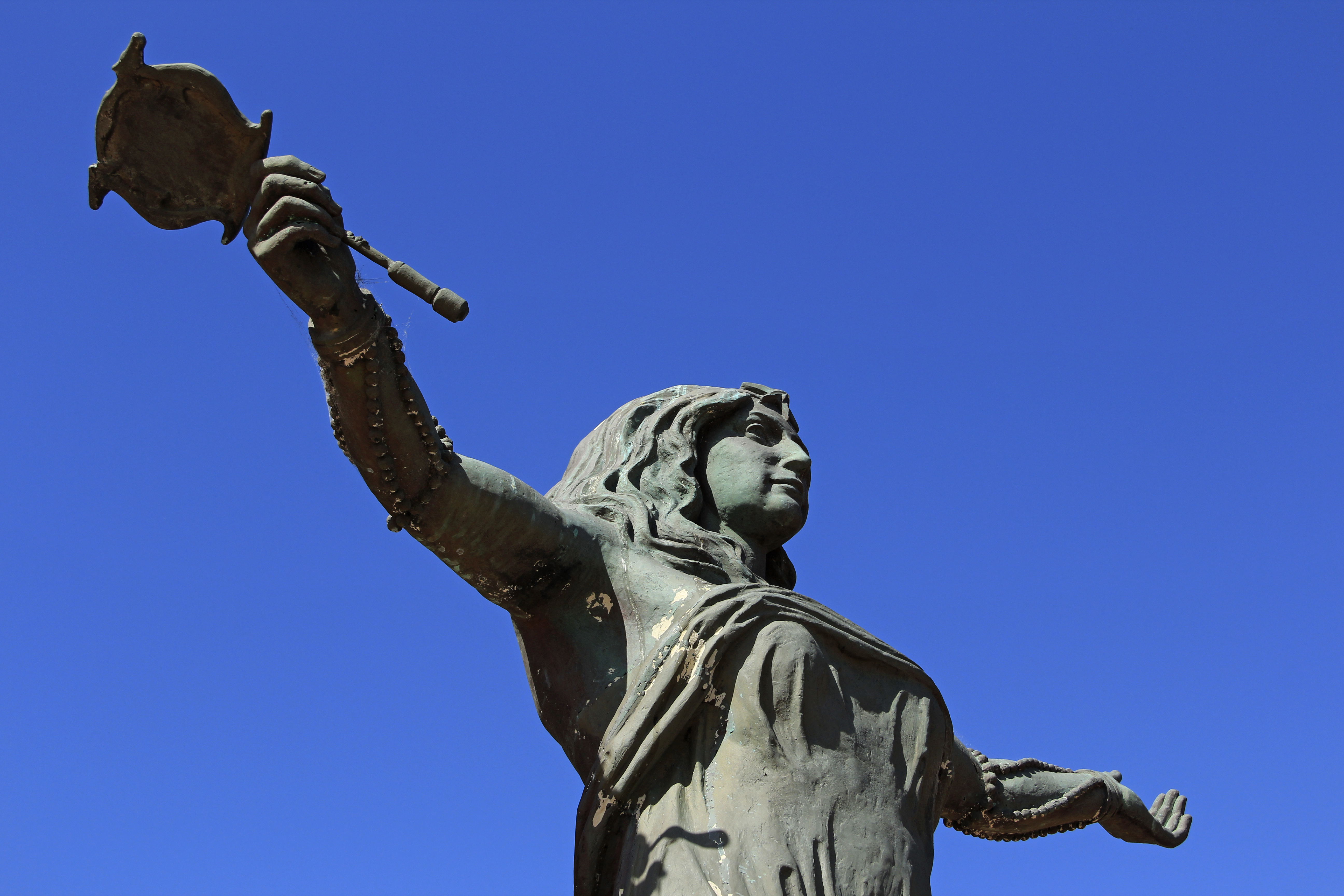
Estatua de Yemayá en Montevideo, en Uruguay.

"Yemayá", nombre que deriva de la contracción de la expresión en yoruba Yèyé omo ejá ("Madre cuyos hijos son peces") o simplemente Yemọya en referencia a un río homónimo adorado en los primordios del culto de esta Orisha. En Nigeria, Yemọya se pronuncia con el sonido de "djá" en la última sílaba. La versión hispana ampliamente más aceptada es la de Yemayá proveniente de la Santeria en Cuba. También es conocida como Aleyo en la misma región de Egbado, Ayetoro, Igan y Okoto.
En portugués es conocida por el nombre popular Dona Janaína a Mãe d'agua que tiene un origen más complicado: diversas fuentes lo asocian a un origen indígena pero no lo identifican. El diccionario Houaiss registra la explicación de la composición del nombre por Olga Cacciatore como de origen yoruba: iya, "madre" + naa, "que" + iyin, "honra".
M. C. Costa, en un artículo referente, localiza su origen en el diminutivo de Jana, expresión portuguesa para Anjana, ser mitológico conectado a las Xanas, una especie de hada o ninfa de la mitología asturiana dotada de una belleza extraordinaria que vive en los ríos, fuentes, cascadas y bosques que tienen cursos de agua cristalina. "Jana" puede ser también referencia Guarani de Jara, pronuncia correcta de Iara, significando, según M. A. Sampaio, "señor, señora, dueño, dueña, propietario, propietaria. No quiere decir "señora de las aguas". Para ese término, sería Y-jara: Y- agua; jára, señor o señora". Tal alusión a la figura mitológica brasileña de Iara justificaría dos títulos en común, Madre d'Agua y Sereia, y su origen presenta el porqué ser mencionada como "Dueña". Esa asociación es observable ya en el inicio del siglo XX conforme verifica P. Iwashita en menciones de Artur Pereira Ramos, siendo aún frecuente en los cultos en la actualidad, como presentado en las investigaciones de A. Vallado. Inaê es según Édison Carneiro, un aférese de Janaína, con más un "ê" eufónico.
Yemayá en su gran variedad de cultos asume diversos epítetos. Sigue una lista incompleta, excluyéndose también calidades y avatares (ver sección Calidades y Avatares): Ayaba ti gbe ibu omi, reina que vive en la profundidad de las aguas; Ibu gba nyanri, regato que retiene la arena; Oloxum (Olosun), regato rojo; Ibu Alaro, regato negro; Olimọ, dueña de la hoja de palmeira; Onilaiye, dueña del mundo; Onibode Iju, guardiana de la floresta; madre de Minihun (Iya ominihun), en referencia los minihun que es el nombre que se da a los niños que se cree concebidos gracias a Yemayá; Ayaba lomi lo, reina en el agua; Iyá Ori, madre de la cabeza Reina del Mar, Sereia. Otras referencias como Aiucá o Princesa del Aioká parecen corruptelas de Abeokuta, ciudad principal del culto de Yemayá, mientras María tendría origen en el sincretismo religioso con la Virgen María.

## Mito

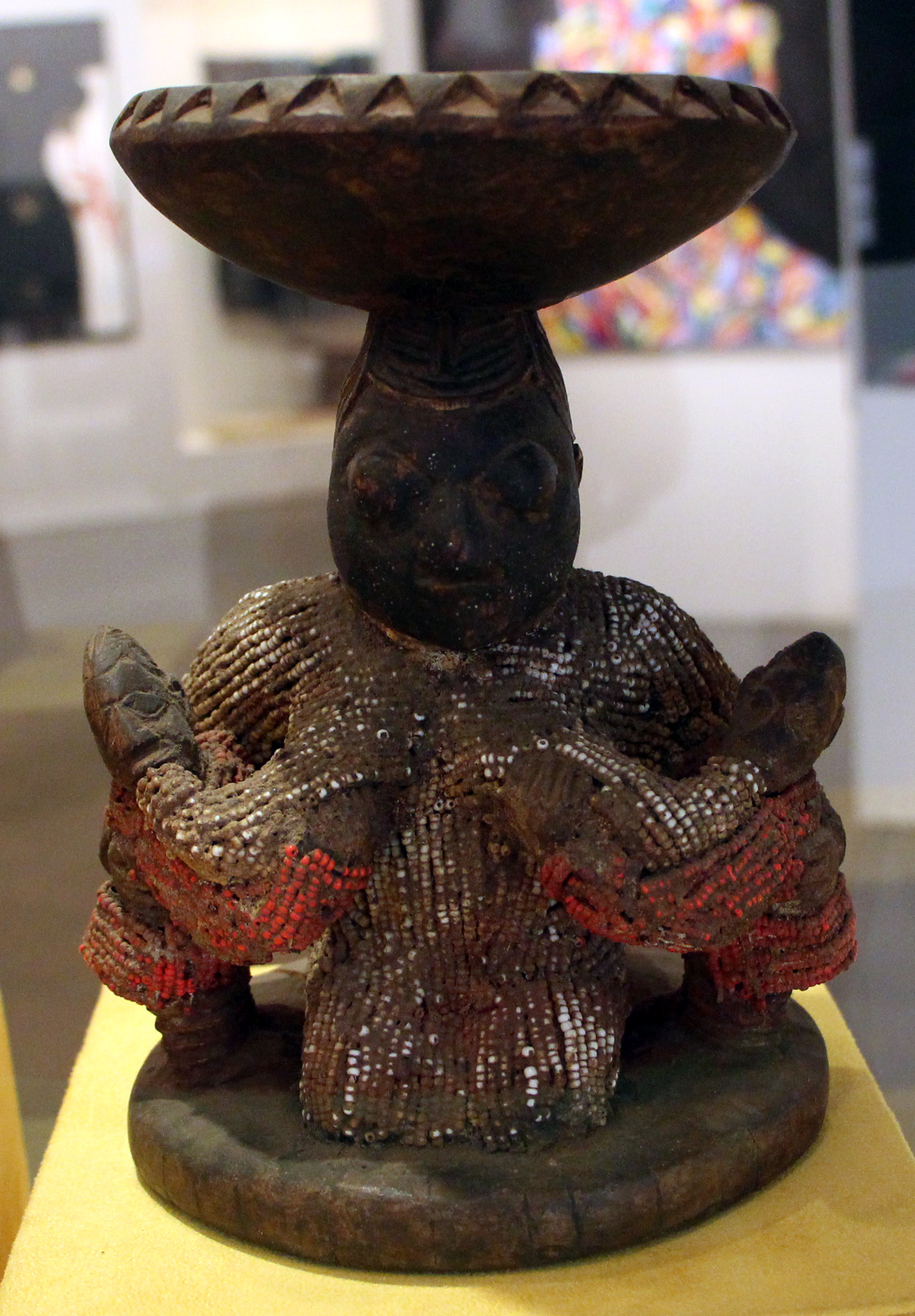
Yemayá amamantando los Ibejis, inicio del, Museo Afro Brasil.

Muchos atributos y códigos morales de Yemayá pueden ser verificados en sus cantigas y orikis, de tradición oral entre los yorubas, sus itan o mitos y demás tradiciones también se preservaron del mismo modo, estando según R. Ogunleye susceptibles a las limitaciones de la memoria y a la extinción de saberes con la muerte quién los preservan. Con la pérdida de muchos de su culto durante las guerras sufridas por el pueblo Egba, que resultaron en su migración hacia una nueva región, no es asombroso que sus mitos originales sólo aludan al soporte de su culto en la nueva localidad, el río Ògùn y no su predecesor como adelante verificamos.
Los primeros registros literarios de sus mitos así, como de algunos otros orishás, fueron perjudicados por diversos equívocos. A. B. Ellis asocia una cosmología y génesis incestuoso influenciado por P. Baudin y repetida diversas veces por autores como R. Y. Dennett, Stephen Septimus Farrow, Olumide Lucas y R. F. Burton influenciados unos por los otros. P. Verger inicialmente influenciado por tales mitos ya alertaba de que los mismos no eran más conocidos o posible de verificarse en la costa de África y posteriormente concluye tratarse de una serie de equívocos y los rebate duramente en obras posteriores. Esas influencias occidentales imprecisas que parecen haber adherido a la interpretación de Yemayá así como de otras divinidades yorubas ya era alertada en 1772 por P. Labat, "que ciertas informaciones fueron dadas por varios autores" y añadía: "pero tal vez no haya sido sino la opinión del que las escribió primero y que los otros siguieron y copiaron sin le importar se estaban bien o apenas fundadas".
Para S. Poli, aún la concepción de Yemayá que vislumbramos en la obra de Verger es una divinidad ya sincrética, como podemos conferir en su asociación la Yewá y también Yeyemowo, divinidad casada con Obatalá. Tal confusión no es grave en su culto en Brasil por ejemplo, donde Yemayá se hizo en una nueva interpretación esposa de Obatalá -una concepción de los mismos de Obatalá-, formando la pareja esencial de la creación. Muchos autores, como L. Cabrera en su memorable explicación y abordaje sobre Yemayá y Oshun, abordaron esa visión de la diáspora centrada en su nuevo contexto social, cultural e histórico, como es el caso de Cuba en el análisis de la investigadora, no preocupándose en un rescate propiamente a partir del origen.
En el Nuevo Mundo, también se observa una moralización de su figura en asociación al sincretismo con figuras del cristianismo, siendo que aún sus descripciones de formas generosas y senos generosos ya ceden lugar a una versión más latinizada y blanca, cuando no en determinados momentos asume los aspectos de la sensualidad en demasía por asociaciones a la figura europea de la sirena, o aún la Iara de atributos ya cargados de la influencia de los colonizadores del Viejo Continente, como podemos verificar en la Dona Janaína de la obra de Jorge Amado o de las canciones de Dorival Caymmi, o aún en el culto de Lá Sirène o Mami Wata en el Caribe (ver sección Sincretismo).
Con todo esto, de los atributos que le son asociados en cualquier contexto o reinterpretación verificamos su relación con las aguas y los peces, muy aunque esa pueda haber pasado de los ríos a los mares, como observamos en Brasil y Cuba, en el primer escenario en sustitución de cultos de divinidades olvidadas en el proceso de diáspora como lo de Olokun que fue sustituido en el panteón afro-brasileño por Yemayá, o como en el segundo, el estrechamiento demasiado de esas dos divinidades de misma familia, como observamos cuando en la figura de Yemayá Olokun explorada por Cabrera.  Otra asociación de Yemayá que se preservó es la fertilidade y maternidad que cómo demás atributos fuera reforzada, al punto de haber se hecho madre de todos los orishás, o como en la visión de R. Prandi ayudando personalmente Olodumaré en la construcción del mundo.

### Orígenes

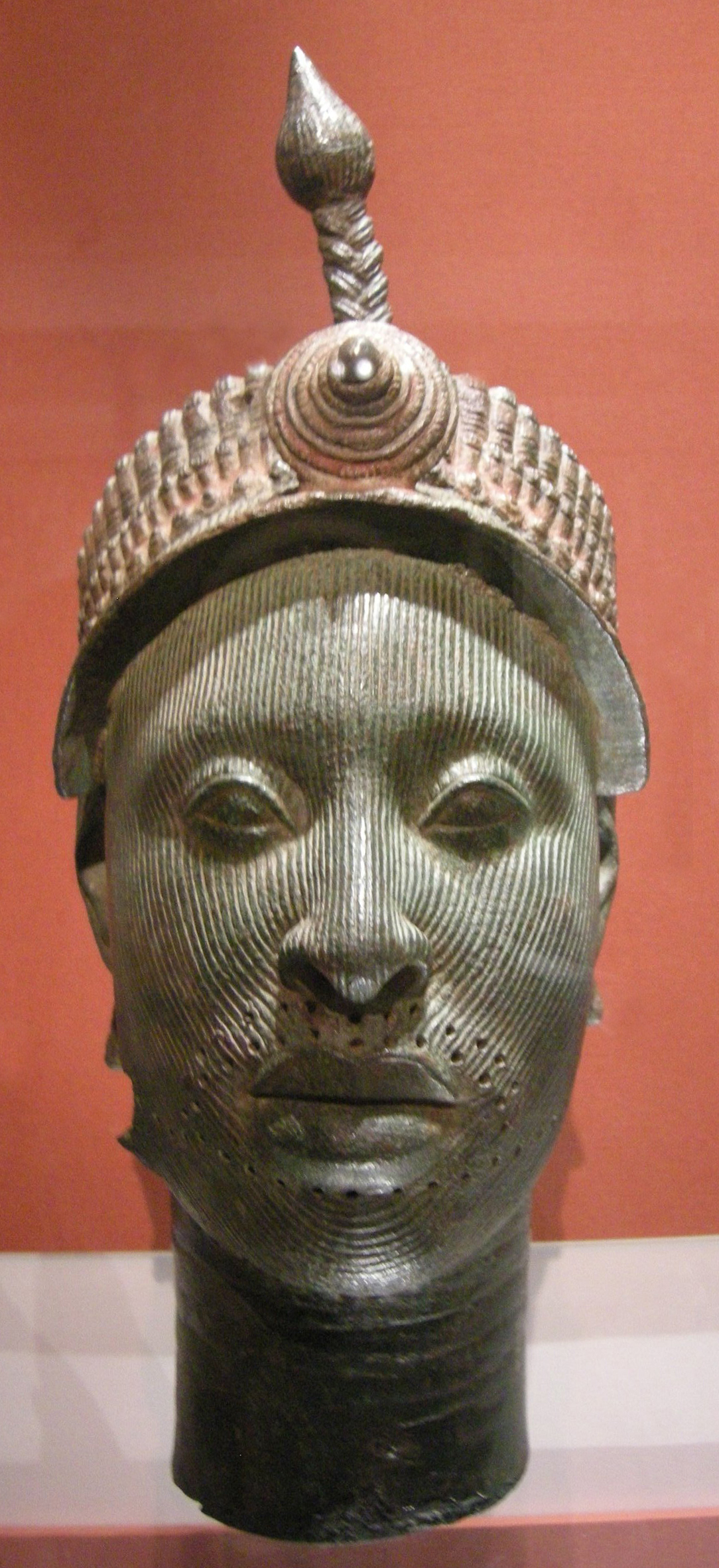
Ori Olokun (Cabeza de Olokun): este bronce del presenta aspectos masculinos del Orishá. Museo Británico.

Yemayá, en su culto original, es un orishá asociado a los ríos y desembocaduras, a la fertilidad femenina, a la maternidad y primordialmente al proceso de génesis del Àiyé (mundo) y la continuidad de la vida (emi). También es regente de la pesca, y de la plantación y cosecha de ñames. P. Verger, en su libro Dieux d'Afrique, registra: "es el orishá de las aguas dulces y saladas de los Egba, una nación yoruba establecida otrora en la región entre Ifé y Ibadan, donde existe aún el río Yemọya. Las guerras entre naciones yorubas llevaron los Egba a emigrar en la dirección oeste, para Abeokuta, en el inicio del siglo XIX. (...) El río Ògùn, que atraviesa la región, se hizo, a partir de entonces, la nueva vivida de Yemayá". Después de la guerra entre los egbás y los daomeanos, sobraron pocas personas de ese culto, con miras a la dispersión o aún prisión de estos por los enemigos. Según R. Ogunleye, "No está claro si el río Ogun precede Yemoja o se Yemoja trajo el río Ogun a existir para que ella pudiera crear un cuartel-general como un asiento de su gobierno. Sea cuál sea el caso, el río Ogun ha venido a ser aceptado por los yorubas como el "cuartel-general" de Yemoja. De su trono allá, ella se manifiesta en cualquiera otro cuerpo de agua". La referencia de la guerra y de la fuga de los egbas se refleja en su mitología.
Los principales relatos mitológicos de Yemayá se desarrollan con los orishás primordiales de la creación yoruba del mundo. Evidenciándose en la segunda mitad del siglo XX un consenso entre autores de que Yemayá es hija de la divinad soberana de los mares y océanos Olokun (esta última una divinad femenina en Ifé y masculina en el Benín), siendo ese vínculo celebrado en la ciudad de Ifé, considerado como cuna de la civilización yoruba. R. Ogunleye alude su origen también a partir de Olodumare (Olodumaré), divindade del orun. Si constata entonces como hija de la unión mitológica conturbada de Olokun y Olorun y hermana de Ajé Shalunga. Olokun por su carácter inestable y destructivo fue atada al fondo del océano en sus dominios después de una tentativa de diluvio fallida por Olorun, E. L. Nacimiento menciona, al referirse al temor a los aspectos antisociales o negativos de los orishás femeninos, "Yemayá, igualmente, representa en su aspecto peligroso la ira del mar, la esterilidad y la locura". No obstante, es muy frecuente referencias a la naturaleza benéfica de Yemayá, L. Cabrera así defiende: "Sin deformar esa definición encantadora y irrefutable, podemos imaginar Yemayá emanada de Olokun, con su poder y sus riquezas, pero sin las características tremebundas que lo asocian más a la muerte del que a la vida, como su manifestación femenina —Yemayá es muy maternal— y benéfica". En la cosmología y gênese de A. B. Ellis influenciada por P. Baudin es hija de la unión de Obatalá con Oduduwa en una manifestación femenina.
P. Verger apunta su primera unión con Orunmila, el orishá de los secretos (esa unión es ampliamente celebrada en el culto de ifá afro-cubano con diferentes itans registrados por L. Cabrera, pero es negada por W. Abimbọla), relación que poco duró una vez que Orunmila la expulsa y acusa de quebrar el ewo que prohíbe el acceso de mujeres a los Odus y el manoseo de los objetos sagrados de Ifá. L. Cabrera registra: "Orunmilá tuvo que asistir a una reunión de dieciséis awós, convocada por Olofi. Ella quedó en casa y a todos que iban a consultar su marido, en vez de decirles que esperaran su vuelta, ella hacía pasar adelante y adivinaba para ellos. (...) cuando este volvió, todos le pedían quién Yemayá mirara para ellos. Orunmilá explicaba que las mujeres no pueden jugar Ifá. Ellos iban aunque... y no volvían más".

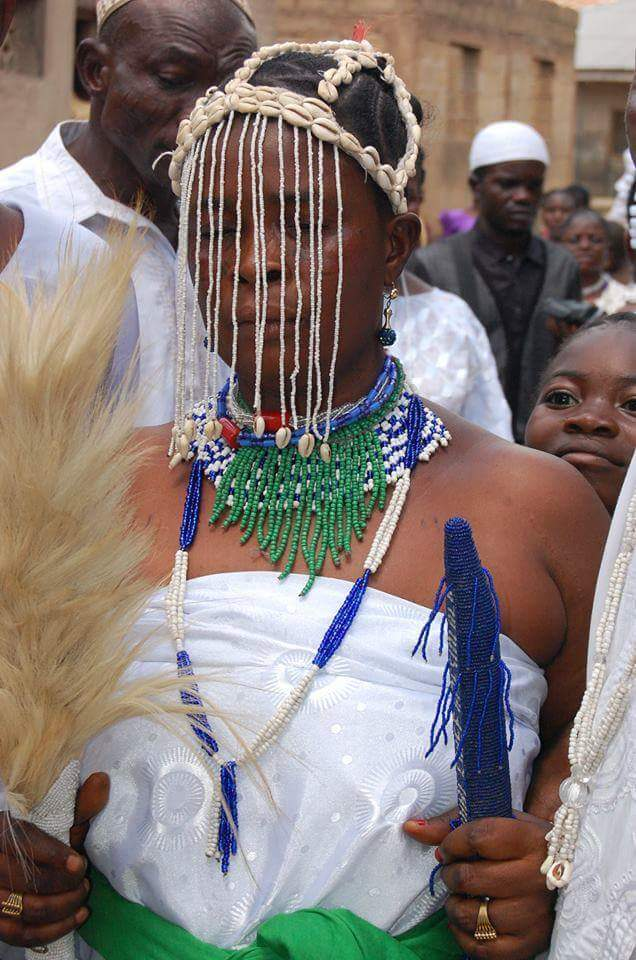
Elegun manifestada en Yemayá durante un festival en Nigeria.

Posteriormente, Yemayá fue casada con Olofin Oduduwa creador del mundo y rey de Ifé, con la cual tuvo diez hijos. Algunos de los nombres enigmáticos de sus hijos parecen corresponder a orishas. Verger presenta dos ejemplos: "Òsùmàrè ègò béjirìn fonná diwó" (el arco iris que se desplaza con la lluvia y guardia el fuego en sus puños), y "Arìrà gàgàgà tí í béjirìn túmò eji" (el trueno que se desplaza con la lluvia y revela sus secretos). Yemayá, cansada de la vivencia en la ciudad de Ifé gobernada por el marido, se decide huir para el Oeste, para la "tierra del atardecer". Antes de vivir en el mundo, Yemayá había recibido, de Olokun, siempre precavida pues "no se sabe jamás lo que puede acontecer mañana", una vasija conteniendo un preparado mágico con la recomendación de que, si algún caso extremo se sucediera, Yemayá lo quebrara en el suelo. Yemayá, que ya se había instalado en el atardecer de la Tierra, fue sorprendida por el ejército de Olofin Oduduwa que estaba buscándola. En vez de dejarse capturar, quebró la vasija con el preparado conforme las indicaciones que había recibido. El preparado mágico, al tocar el suelo, hizo nacer, en el mismo lugar, un río que llevó Yemayá nuevamente para okun, los océanos de Olokun donde fue acogida.
Otro mito sugiere que fue casada con Okere, rey de Xaki, ciudad localizada al norte de Abeokuta. Este mito parece complementar sus andanzas después de la fuga de su boda con Olofin Oduduwa. El mito se inicia con Yemayá instalándose en Abeokuta que sería la tierra del atardecer del mito anterior, y el desfecho mucho se asemeja, con la presencia de la vasija con el preparado mágico de Olokun. Yemayá que "continuaba muy bonita", despertó el deseo de Okere que le propuso boda. La unión se sucedió con tal que Okere en ninguna situación expusiera el tamaño de la inmensidad de sus senos al ridículo. Pero Okere cierto día retorna ebrio para casa y tropieza con Yemayá que el recrimina, y este no teniendo control de las facultades o emociones, grita ridicularizándole los senos. Yemayá huye en disparada ofendida con el hecho de Okere, que le persigue. En su fuga, Yemayá tropieza quebrando la vasija que le fue entregue y de ella nace el río que le ayudará a llegar hasta el mar. Okere no queriendo permitir la fuga de la mujer se transforma en una colina que le barra el camino para cualquier dirección. Yemayá una vez con su ruta hasta el océano bloqueada, clama por el más poderoso de sus hijos, Changó.
Así, Verger relata su desenlace: "(...)llegó Changó con su rayo. Se oyó entonces: Kakara rá rá rá ... Él había lanzado su rayo sobre la colina Okere. Ella se abrió en dos y, suichchchch ... Yemayá se fue para el mar de su madre Olokun. Y ahí quedó y se rechaza, desde entonces, a volver en Tierra".

### Evolución e Interpretaciones del Mito

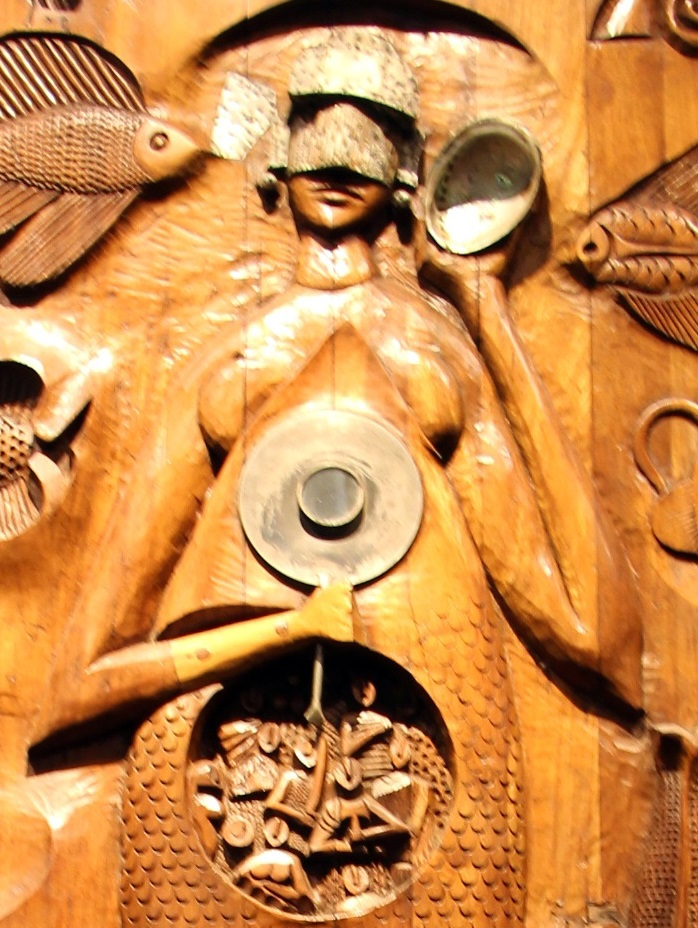
Detalle de la escultura Yemayá de Carybé, donde es posible notar orishás representados dentro de su vientre, como Changó con su oxê y Oggun con su espada. Museo Afro-Brasileño, Salvador, Bahía.

Mucho de la interpretación de Yemayá y de su mitología se debe a sus primeros registros escritos como se observa en P. Baudin y otros, su atributo de Madre de todos los orishás es oriundo del relato de su unión con Aganjú, de la cual habría surgido el orishá Orungán, este último atraído por la madre habría intentado poseerla en un momento de ausencia del padre. De la consumación del incesto o de la mera tentativa de la misma, se sucedió una fuga de la parte de Yemayá, como en otros episodios, que horrorizada cae sobre la tierra y de sus senos rasgados surgen dos lagos y se sucede así el parto colectivo de diversos orishás, juntamente del Sol y de la Luna, sin embargo este relato posee serias inconsistencias inclusive la mención la Olokun como el primero a nacer de ese parto siendo que la secuencia de nacimientos varían de un autor a otro y los designios de los orishás citados. L. Cabrera al relatar este mito a partir de testimonios de algunos santeros sobrepone en una misma figura dos divinidades distinguidas, Yemayá y Iemu, su Yemayá-Yemu esposa de Olorun que después a través de un Obatalá, Achupá, dio a la luz los orishás y los dos astros anteriormente citados, este abordaje es comparado por la autora a otra versión obtenida de una informante en exilio de Yemayá casada con Aganju, que mucho se asemeja al relato de los autores P. Baudin, A. B. Ellis, R. Y. Dennett, Stephen Septimus Farrow, Olumide Lucas y R. F. Burton; Cabrera en nota lanza luz en cuanto a este mito tratarse de una variación del mito de Iemu verdadera madre de Ogum y que el incesto habría sido practicado por este, el mismo es afirmado por Natalia Bolívar Aróstegui y otros autores. e outros autores.
Verger, que no observa los relatos de A. B. Ellis en la costa de África, considera uno visión equivocada y extravagante la de padre Baudin, y que sólo habría cruzado Atlántico a través de Ellis. El mismo registra: "Durante la investigación que hice a partir de 1948 en los medios no letrados de estas regiones de África, nunca encontré vestigios de las leyendas inventadas por Rev. Padre Baudin". Actualmente, R. Prandi, que rechaza la visión de Verger, defiende que el mismo mito es de gran conocimiento por parte de los practicantes del culto al orishá en Bahía, con la observación que los mismos no conservaron el nombre de Orungán. La visión de Prandi ignora la influencia del acceso de religiosos a autores como Arthur Ramos, fuertemente influenciado por T. J. Bowen y A. B. Ellis, y demás estudiosos que intentaron actuar como bastiones de rescate del que creían ser la identidad de los negros ya perdida. Como destaca Roberto Motta, el papel del antropólogo "se transforma en doctor de la fe, descubridor o inventor de la tradición y de la memoria", esa aparición gradual del mito entre los devotos es reforzado con la comparación de dos relatos de periodos distinguidos, por el relato de Nina Rodrigues en 1934: “Es de creer que esta leyenda sea relativamente reciente y poco esparcida entre los nagós. Nuestros negros que dirigen y se ocupan del culto yorubano, aún de los que estuvieron recientemente en África, de todo a ignoran y algunos la contestan”, otra mención en cuanto al desconocimiento generalizado del mito, pero su ya aparición es la investigación del escritor Jorge Amado que se utiliza de la metáfora de Yemayá y Orungã para su libro Mar Muerto, el mismo relata: "No son muchos en el muelle los que saben de la historia de Yemayá y de Orungán, su hijo".
Otro atributo que le fue asociado fue el poder sobre las cabezas y por lo tanto sobre el destino. En la creencia yoruba, los aspectos que los seres humanos viven en sus vidas son oriundos de la elección del ori (cabeza) que aplica el destino. En esa tradición se cree que después de Obatalá modelar los seres, Obatalá suministra la cabeza. En las palabras de Abimbọla, "Obatalá (otra existencia sobrenatural que no es reconocida como divinidad) suministra el ori (cabeza) de su tienda de cabezas". S. Poli evidencia que Obatalá"Es olvidado y descuidado y debido a esto ni siempre las cabezas salen buenas. Como resultado de eso el común de la gente escogen por sí mismas las cabezas sin recurrir a Obatalá y acaban así por escoger cabezas malas e inútiles", siendo debido a eso el motivo de ser necesarios rituales como el Bori para establecer el equilibrio que el ori necesita. En Brasil la Yemayá fue atribuida la tarea del mantenimiento de las cabezas, en especial en el procedimiento del Bori haciéndose a Iyá Ori ("Madre de las Cabezas"), a cerca de eso R. Prandi nos explica: "Obatalá está olvidado en Brasil, habiendo sido sustituido por Yemayá, la dueña de las cabezas, a quién se canta, en el xirê, cuando los iniciados tocan la cabeza con las manos para acordar ese dominio, y en la ceremonia de sacrificio a la cabeza (Bori), rito que precede la iniciación de aquella persona".

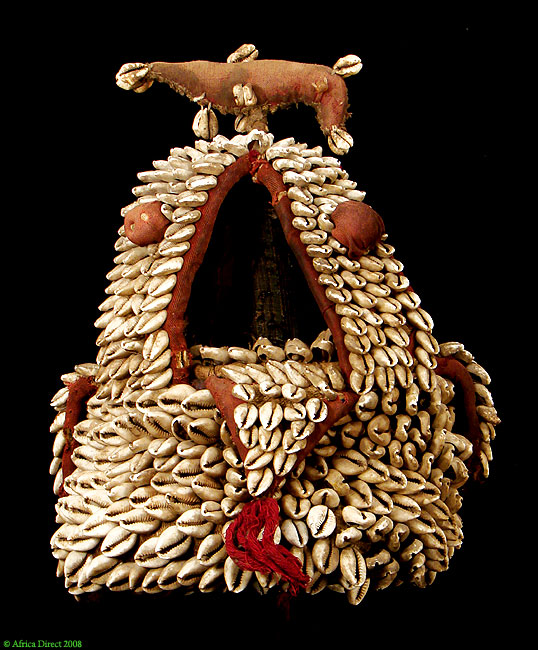
Ilé Orí (casa de Orí), que contiene el Ìbọ Orí, asentamiento de la cabeza, representación dentro del culto tradicional en Nigeria. En Brasil, un recipiente de vajilla que se usa como fundamento para hacer borí es llamado de igbá orí (cabaça de orí).

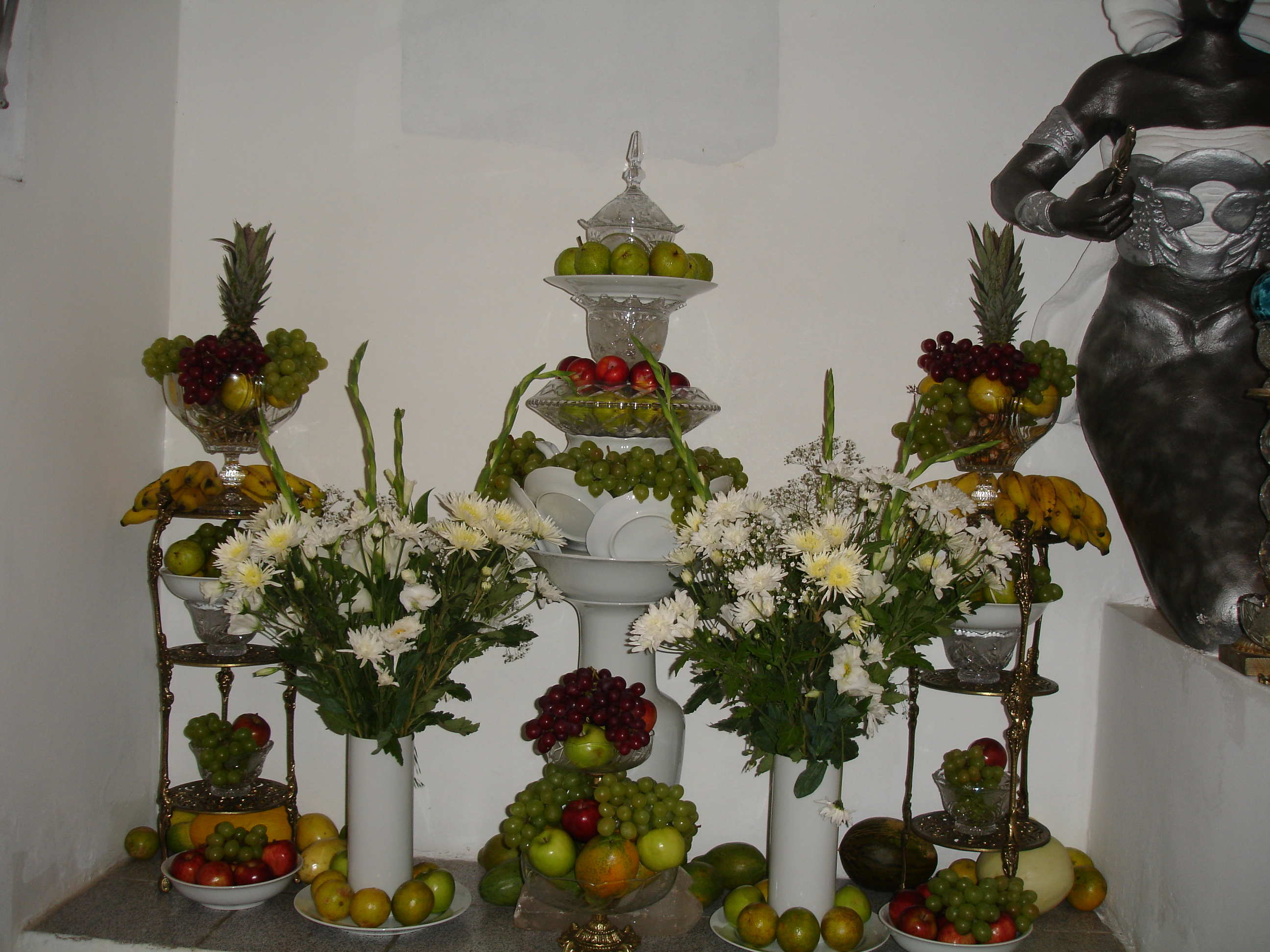
Ritual para Ori al lado de una estatua de Yemayá en el candomblé, Ile Ase Ijino Ilu Orossi, Bahía, Brasil.

Sandra Medeiros Epega defiende el culto de Yemayá como Iyá Ori justificando el porqué de esa atribución, ella relata:
"Cuando Yemoja vino del orun [mundo ancestral] para el aiye [planeta Tierra], al llegar descubrió que cada orisha ya tenía su dominio en la tierra de los hombres, y nada había sobrado para ella. Se quejó con Olodumare [dios creador], que dio a ella el deber de cuidar de la casa de su esposa Obatalá [reina de las ropas blancas], de su comida, de su ropa, de sus hijos. Yemoja se rebeló. Ella no había venido del Orun para el aiye para ser ama de casa y doméstica. Y tanto habló, tanto reclamó, que Obatalá fue quedando perturbada, hasta que finalmente enloqueció. Al ver su esposa en ese estado, Yemoja pensó en la actitud que Olodumare iría a tener con ella cuando llegara del Orun. Y buscó los mejores frutos, el aceite más claro, el pez más fresco, el ñame más bueno, un arroz bien blanco, los mayores palomos blancos, la nuez de kola más nueva, el mejor atare, ekuru acabado de cocinar, ori muy bueno, los igbin más claros, orógbó blando, agua muy fría, y con eso trató la cabeza de Obatalá. Ella fue mejorando con los ebós, y un día quedó completamente curada. Olodumare llegó del Orun para visitar a Obatalá. Habló a Yemoja que había visto todo lo que había acontecido, y le dio la enhorabuena por haber curado tan bien la cabeza de su esposa. De ahí en adelante, Yemoja iría a ayudar los hombres que hicieran malas elecciones de ori [destino, fuerza vital], a mejorar sus cabezas, con una ofrenda determinada por el oráculo de Ifá, a través de Orunmila [dios del destino de los hombres]".
Curiosamente en Cuba donde no hay referencia la posesión de ese atributo por Yemayá, L. Cabrera consigue rescatar el siguiente mito:
"En el comienzo del mundo, los orishás y hombres confabularon contra Yemayá, que entraba en la tierra[...]. Olodumare dijo a Obatalá: 'Vaya a ver de que acusan a Yemayá'. Elegua, que oyó la orden recibida por Obatalá, dijo a Yemayá: 'Consúltele con Ifá para que usted confunda todos sus enemigos.' Yemayá siguió el consejo de Elegua, consultó Ifá y este indicó que ella hiciera un ebó (sacrificio) de carnero. Obatalá llegó a Ilê Ifé, la aldea de los orishás y de los hombres y, mientras todos hablaban, Yemayá salió del mar y avanzó hasta el grande Orishá, mostrándole la cabeza del carnero. Obatalá pensó: 'Es la única que tiene cabeza!', y confirmó su poder y grandeza".
En otra versión, Yemayá se encuentra con Olodumare en la reunión por él impuesta a los orishas y le regala con la cabeza de un carnero y este al percibir que ella era la única de los presentes a homenajearlo dice: "Awoyó Orí dorí e". "Cabeza usted trae, cabeza usted será". La justificación del mito sería que Yemayá es "cabeza que piensa por sí misma" y la autora no presenta mayores justificaciones para entender la simbología, sin embargo R. Prandi y A. Vallado justifican ese relato como referencia de la tutela de los oris por parte de Yemayá. L. Cabrera al escribir sobre un mito que menciona Yemayá nuevamente casada con Aganju evidencia Obatalá como dueño de las cabezas, atributo que Aganju sin éxito habría intentado tomar para sí.
Olukunmi Omikemi Egbalade, sumo-sacerdote del culto la Yemayá en Ibadán, en entrevista, afirma no sólo la función del orisha en formar las cabezas juntamente la Obatalá, como su papel de llevar agua para cuidar de los recién nacidos modelados por el último. A. Apter al explorar el aspecto político de su culto en Ayede, en especial en cuanto a descripción del ritual de la cabeza realizado por su alta sacerdotisa, escribe: "Yemoja fructificando la cabeza representa el útero de la maternidad, la cabeza del buen destino, la corona del rey, la integridad de la ciudad, incluso el cierre cosmológico del cielo y de la tierra", lo que no es discrepante con la afirmativa de S. Epega, "(...)en el ritual de bori, Yemoja siempre es saludada con la cantiga; 'Ori ori ire, Yemoja ori orire, Yemoja' (Cabeza cabeza buena, Yemoja coloca buena suerte en la cabeza, Yemoja)", quedando evidente algún aspecto del orisha de la cabeza.

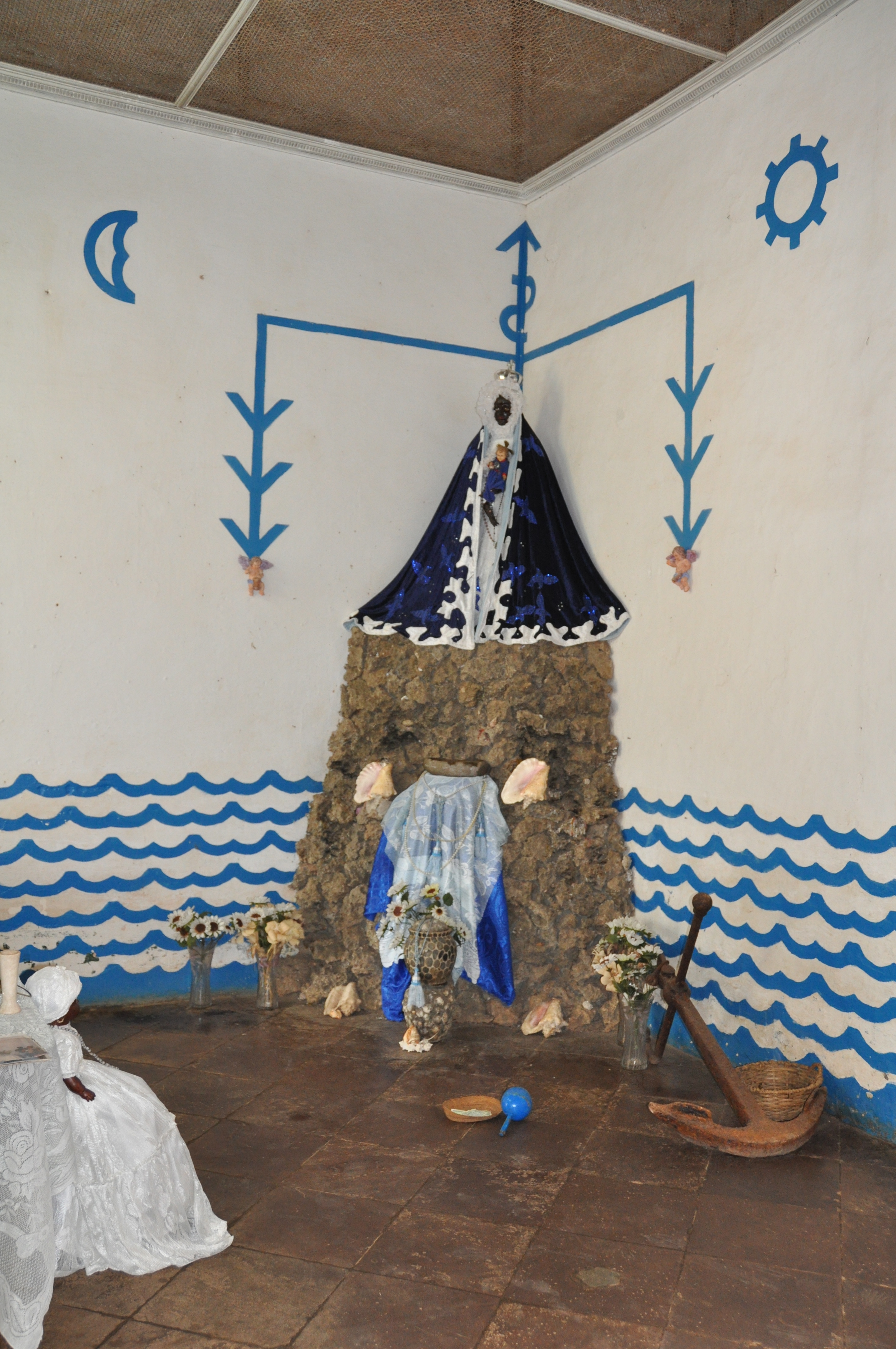
Altar de Yemayá en templo en Trinidad (Cuba), con insignias del sol y de la luna.

Otro atributo o símbolo muy utilizado y presente en la interpretación de Yemayá es la luna. R. Prandi relata que Yemayá habría creado la luna para salvar el sol de extinguirse, él registra:
"Orum, el Sol andaba exhausto. Desde la creación del mundo él no había dormido nunca. Brillaba sobre la Tierra día y noche. Orum ya estaba a punto de extinguirse, de borrarse. Con su brillo eterno, Orum maltrataba la Tierra. Él quemaba día después de día. Ya casi todo estaba calcinado y los humanos ya morían todos. Los Orishás estaban preocupados y se reunieron para encontrar una salida. Fue Yemayá quien trajo la solución. Ella había guardado bajo la falda algunos rayos de Sol. Ella proyectó sobre la Tierra los rayos que había guardado y mandó que el Sol fuera descansar, para después brillar de nuevo. Los débiles rayos de luz formaron otro astro. El Sol descansaría para recuperar sus fuerzas y mientras eso reinaría Oxu, la Luna. Su luna fría refrescaría la Tierra y los seres humanos no perecerían en el calor. Así, gracias a Yemayá, el Sol puede dormir. A La noche, las estrellas velan por su sueño, hasta que la madrugada traiga otro día".
En su asociación a los mares, Yemayá a través de la luna y sus fases juntamente con la fuerza del viento, que agita las aguas, controlaría las mareas. P. Iwashita al discutir el arquétipo de la maternidad y femenino afirma que "Por su parte el más importante símbolo para a Anima es la luna, a causa de la relación entre sus diferentes fases y el ciclo menstrual en la mujer". Azevedo Hijo en un análisis, justifica que por sus "diversas fases, que describen el ciclo continuo de aniquilamento/regeneración, la luna se hizo, a buen seguro, el símbolo mayor de las variaciones en el (del) tiempo(...) Correlacionada por lo tanto con Yemayá, la luna representa aún la zona nocturna, inconsciente, obscura de la psique humana, pulsões adormecidas, pero que reviven en los sueños, en las fantasías y en el deseo imposible, al contrario del sol(...)".
Esa analogía entre la luna y los ciclos con aniquilamiento/regeneración, es notable en el mito registrado por L. Cabrera que relata la venganza de Yemayá contra la humanidad que tendría conspirado contra su primogénito, que fue sentenciado la muerte y ejecutado. Yemayá toma de ira (aquí consigue absorber las características y el objetivo de Olokun, pero con gran éxito), habría destruido la primera humanidad, habitando en ese mito lo contraste entre origen y destrucción.

### Mito y Política

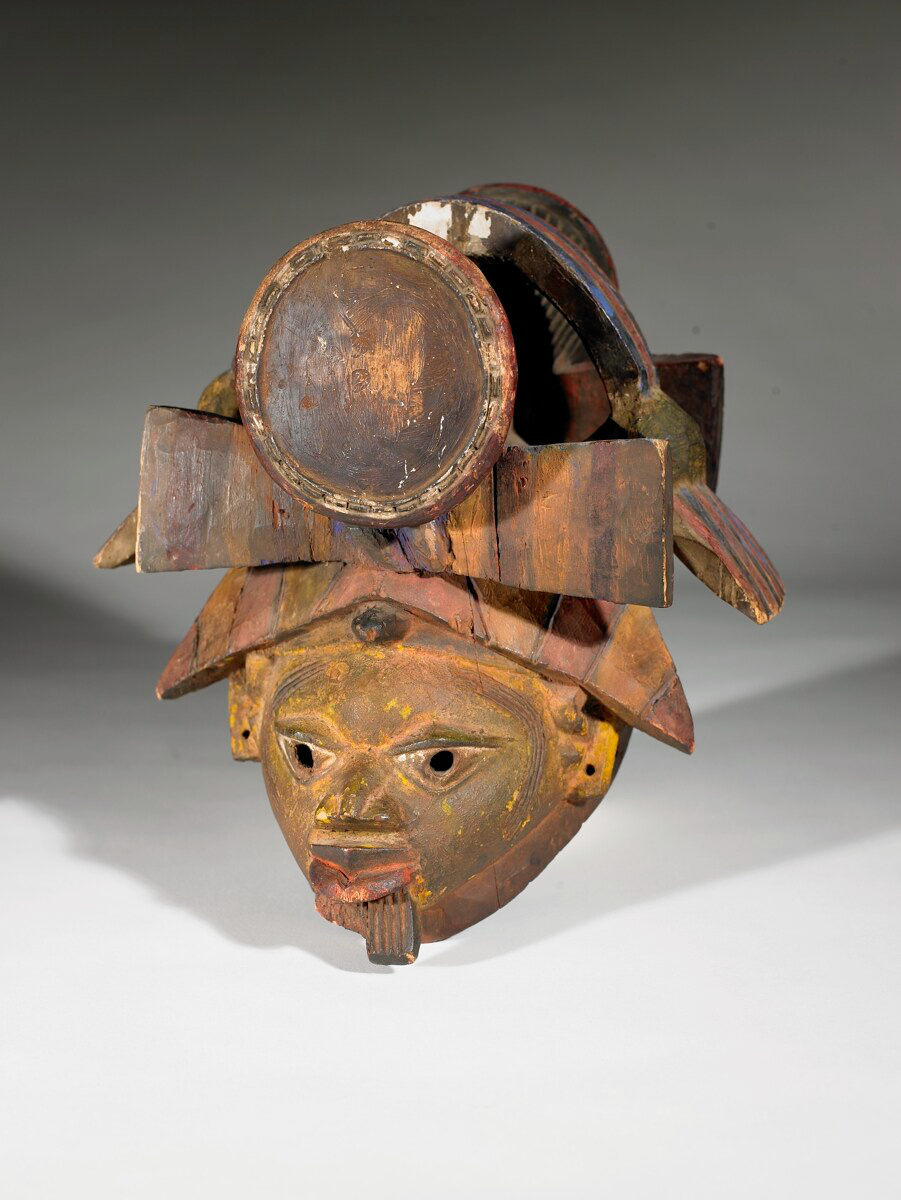
Máscara Gelede de Nigeria, Museo de Arte de Birmingham.

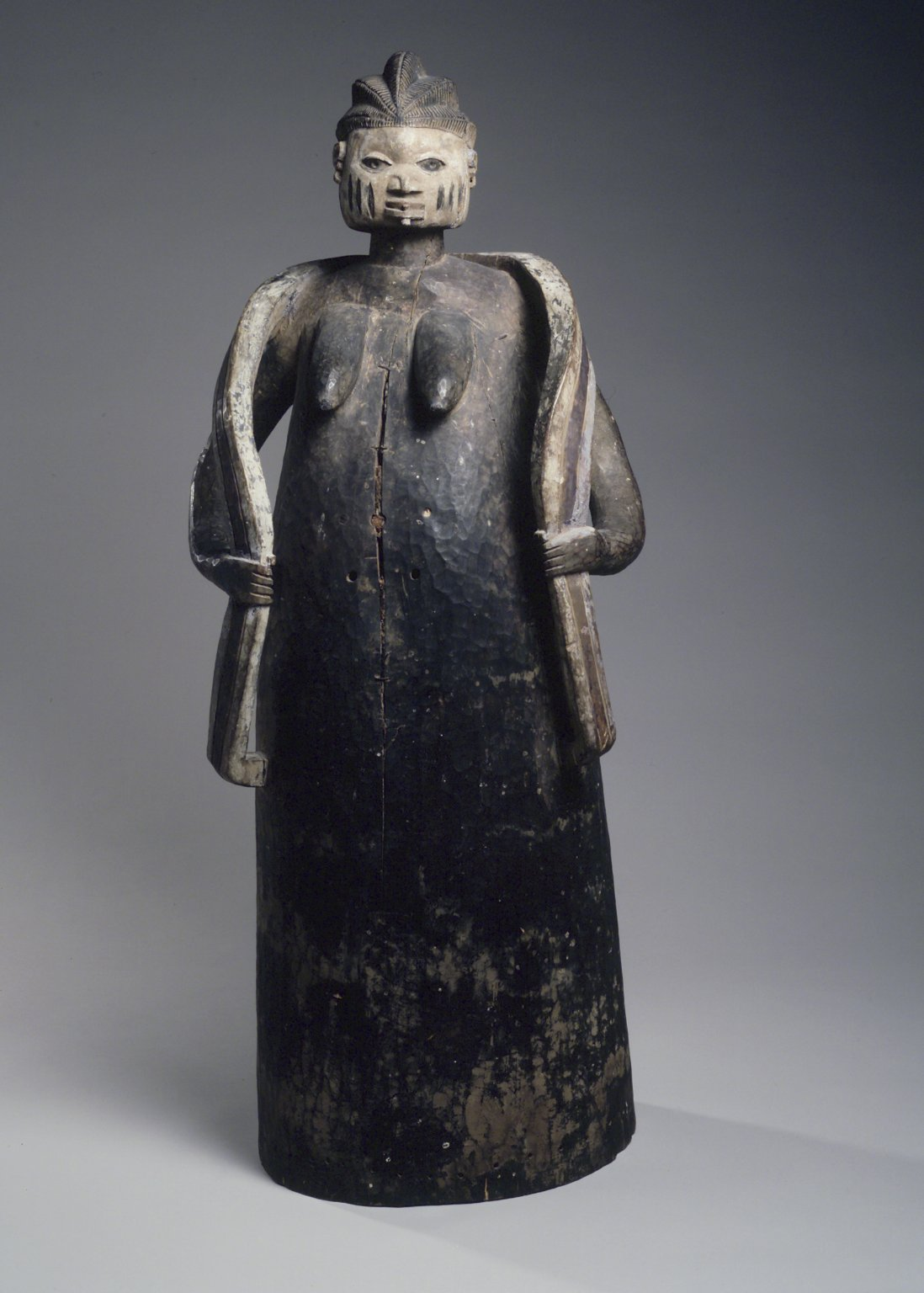
Máscara Gelede con cuerpo, en el Museo de Brooklyn.

P. Verger, al discutir los aspectos políticos del culto de los orishás en la sociedad yoruba, relata: "El lugar ocupado en la organización social por el Orishá puede ser muy diferente se trata de una ciudad donde se yergue un palacio real, àáfin, ocupado por un rey, aládé, teniendo derecho a usar una corona, adé, con franjas de perlas, ocultándole la faz o donde existe un palacio, ilê Olójá, la casa del señor del mercado de una ciudad cuyo jefe es un balé que sólo tiene derecho a una corona más modesta llamada àkòró. En esos dos casos, el Orishá contribuye para reforzar el poder del rey o del jefe. Ese Orishá está prácticamente a su disposición para garantizar y defender la estabilidad y la continuidad de la dinastía y la protección de sus súbditos". El orishá protector de una dinastía es ampliamente celebrado por la misma, siendo sus festividades tanto una confirmación religiosa cuánto política, como por ejemplo, el festival de Oshum por los soberanos de Osogbo.  Acerca del aspecto político del culto de Yemayá, A. Apter citando el festival de Ayede registra que su alta sacerdotisa que cuida de la cabeza del regente, es quien habilita el individuo del rey y revitaliza su cuerpo político, "Como cualquier símbolo dominante, ella abraza una extensión de significados que van desde bendiciones normativas y explícitas ('ella trae niños y riqueza, él mantiene el rey saludable') para implícitas, temas prohibidos de división y de derramamento de sangre, y es este último polo que es poderoso y profundo". Toda la integridad del gobierno, de su legítima sucesión y de la autoridad del regente es dependiente del apoyo de Yemayá su protectora y de sus sacerdotisas, que detiene del poder de deposição de su rey, así como del mal destino, de ocasionar una división política y poner fin al equilibrio cósmico. "Tales temas negativos raramente son expresados en público, pero ellos representan, sin embargo, un repertorio de interpretaciones potenciales que, bajo ciertas condiciones, puede ser invocado para movilizar la oposición contra el estatus quo. El profundo conocimiento del ritual real envuelve realmente el rey en el sacrificio y renacimiento, en que sus iconos de poder personal y autoridad real son literalmente desmontados y remontados por sacerdotes y sacerdotisas autorizados", concluye A. Apter. P. Verger menciona que su cortejo en Ibará, "va a saludar las personas importantes del barrio, comenzando por Olúbàrà, el rey de Ibará". Sobre esta aún estrecha relación entre el culto de Yemayá y la realeza de Ibará, Omari-Tunkara registra: "Quedé sorpresa al notar el elevado respeto del rey para la tradicional Religión yoruba y para la adoración de Yemọya, a pesar del hecho de que era educado occidentalmente y un profeso, devoto cristiano". Todas esas menciones refuerzan la influencia de su culto sobre las regiones de Abeokuta y sus dinastías.
Sobre el temor del poder de la ancestralidad femenina reverenciada en Yemayá, legitimada en su propia mitología, Omari-Tunkara explica: "Existen varias referencias en la literatura sobre los yorubas en África Occidental para el papel de Yemọya como Àjé o Iyami - nuestra madre (o bruja en el pensamiento occidental). En consonancia con Peter Morton-Williams (1960), Yemọya es la madre de la hechicería. En un estudio clásico, Dioses Negros y Reyes, Thompson cita dos sacerdotes de alto escalón que enfatizan la estrecha conexión de Yemọya y Gelede, una sociedad dedicada a la apaciguar Iyami: 'Gelede' es la adoración de Yemọya, diosa del mar y río. Las máscaras de Gèlèdé representan ella y sus descendientes del sexo femenino, y 'Yemọya' es propietaria de Gélèdé'".
Un itan de Ifá justifica esa conexión de Yemayá con la Sociedad Gelede. Ella no podía tener hijos y consultó el Oráculo de Ifá, que la aconsejó a ofertar sacrificios y bailar con imágenes de madera en su cabeza y tobilleras de metal en sus pies. Tras realizar este ritual, ella quedó embarazada. Su primer hijo era un niño, apodado "Efe" (humorista); la máscara Efe enfatiza música y bromas a causa de la personalidad de su homónimo. El fruto del segundo parto de Yemayá era una niña, apodada "Gelede" porque ella era obesa como su madre. También como su madre, Gelede adoraba bailar. Tras tener se casado, ni Gelede o la compañera de Efe podían tener hijos. El Oráculo de Ifá sugirió que intentaran el mismo ritual que había trabajado con Yemayá. Tan listamente Efe y Gelede realizaron esta baila ritualística- con imágenes de madera en sus cabezas y tobilleras de metal sobre sus pies- ellos comenzaron a tener hijos. Esos rituales desarrollados en el Gelede de baila enmascarada fue perpetuada por los descendientes de Efe y Gelede. Esta narrativa es una de las muchas historias que explica el origen del Gelede.

### Otros Episodios
En algunos mitos, Yemayá habría sido mujer de Oggun, acompañándolo en sus incontables campañas de guerra con porte del machete (obé), pero insatisfecha con su boda con el orisha de la guerra quiso librarse de él. El mito registrado por L. Cabrera se inicia con la afirmativa que aquellos tiempos cuando Ikú, la Muerte, llevaba la vida de alguien no le sepultaban el cuerpo, y Yemayá sabiendo de eso planeó quitar provecho. Fingió tan bien las características y la rigidez de la muerte, que fue envuelta por el marido que la llevó a los pies de Iroko, el gran árbol, conforme las costumbres. Apenas Oggun se retira del local en luto, el amante de Yemayá surge para liberarla de las amarras del sudario, y ambos huyen juntos.
Pasado algún tiempo, Yemayá volvió a vender sus bollos, olelé y ekrú en el mercado al cual estaba habituada. Achamadina su hija con Ogum, al visitar el mercado en cierta ocasión para comprar productos ve a su madre vendiendo sus frituras como se estuviera viva, apoderada por el espanto corre hasta el padre en su casa que no da credibilidad alguna a su relato, diciendo: "Su madre es Egungun". Pasados algunos días, Achamadina retorna nuevamente al mercado, mientras Yemayá estaba distraída con las tareas su hija la observó bien y de esa vez quedó totalmente engreída, su madre estaba viva, no se trataba de un Egum. Yendo nuevamente al mercado, esta vez acompañada del padre Ogum que, entre sorpresa y furia al se deparar con Yemayá viva, le arrastra por el brazo hasta la presencia de Olodumare, que ordenó que, de aquel día en delante, los muertos serían sepultados en el seno de la tierra.
Otras menciones relacionándola a la guerra le asocian un carácter implacable. En otro relato, habría arrancado la cabeza de Oggun con un solo golpe de espada, una vez que éste demuestra un comportamiento cobarde durante una campaña bélica no exitosa, asustándose durante el sueño incluso con el ruido de sapos o las ranas.
Hay un otro relato de infidelidad de Yemayá cuando casada con Ogum en la santería, teniendo por amante Babalú Ayé. La implicación amorosa de ambos habría sido descubierta por los perros de Ogum, siempre fieles. En otras menciones, ambos están también casados, en Brasil sin embargo evidenciandose un vínculo maternal entre Yemayá y Babalú Ayé, orishá de las enfermedades y de la cura, que habría sido creado como hijo adoptivo por ella después de este haber sido abandonado por su madre Nanán Baruqué, por haber nacido con el cuerpo cubierto de heridas. Babalú Ayé perdonaría la madre biológica más tarde, pero sin jamás abandonar Yemayá que lo creó. R. Prandi relata un mito que justificaría el título de Obaluaiyê como Señor de las Perlas (Jeholu) y la posesión sobre este tesoro como presente de Yemayá al hijo.
Es también relatada una unión de Yemayá con Inle (Odé Inlé), orisha cazador de elefantes considerado andrógino, que según Verger es adorado en un río homónimo en Ijexá. Como, en Brasil, Inle se confunde con Oshosi, como manifestaciones de un mismo principio y este último es considerado hijo de Yemayá el asunto parece tabú, hasta verificar que Oshosi o Odé es de hecho hijo de Iyá Apáoká, y no de la primera.

### Arquetipo

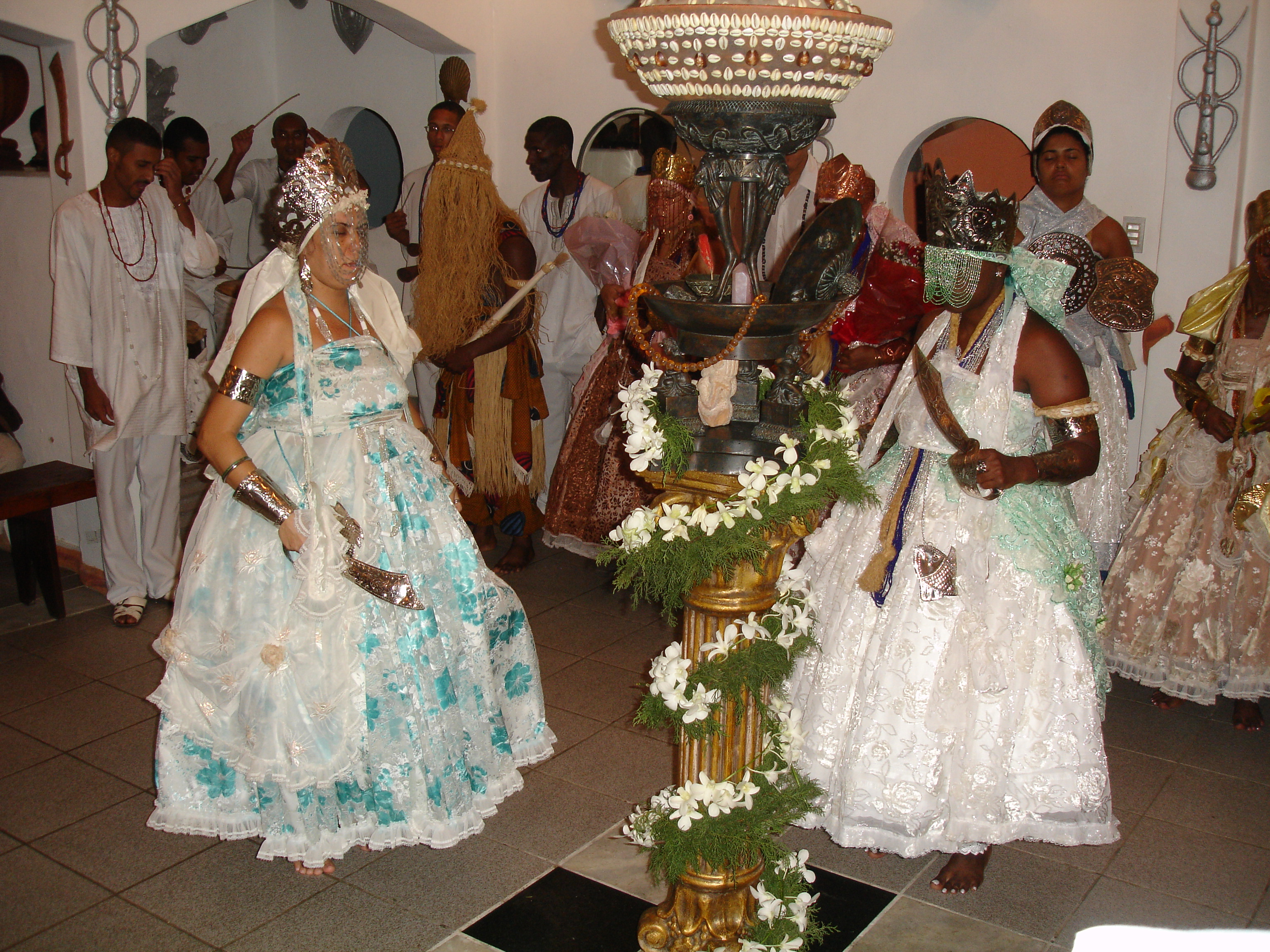
Eleguns en Manifestación de Yemayá en el candomblé, en el Ile Ase Ijino Ilu Orossi: a de verde es Asèssu y a de azul, Assagbá.

Según R. Fonseca, el trato de los mitos yorubas en la concepción de arquetipo puede ayudar en la interpretación de las plantillas sociales, históricos o místicos, que en ellos se evidencian.
En la visión de Omari-Tunkara, "muchos trazos de personalidades de las diosas están en conformidad con los atributos míticos de Yemanjá y sus variantes y, por lo tanto, Yemanjá puede ser considerada un arquetipo". Ese concepto se evidencia fuertemente en el análisis de los atributos de Yemayá por P. Iwashita, en su comparación con otros símbolos maternos. S. Poli, enfocando en los patrones de comportamiento hace una comparativa del código moral de Yeyemowo con Yemayá, y concluye que no es posible negar que se puede observar "(...)que vemos mucho de mujeres que conocemos o aún de nuestras madres en este mito", siendo que "Muy probablemente por ese motivo tenga se hecho tan popular y amado entre nodos en la diáspora". Para A. Vallado, Yemayá representa el arquetipo de la mujer celosa y generosa. En la interpretación de R. Fonseca, "Yemayá nos quiebre de un precioso arquetipo femenino: lo de la mujer-madre, de aquella que concibe, alimenta y abriga sus hijos. Esta mujer es fecunda y, por ser condescendiente y conciliadora, ella es sistemáticamente usurpada". En un análisis más profundo, expone:
"La relación de Yemayá con los hombres, en las leyendas más antiguas, es a de distancia física. Ella está siempre harta de los esposos, siempre huyendo de ellos o, como mínimo, ellos están ausentes. No hay relatos ancestrales de amores ardientes y sensuales y sus compañeros aparecen sólo como los padres materiales de sus hijos, aunque ella habitualmente conciba sola su prole. La relación de Yemayá con sus compañeros es de la asociación, de amistad, de comunión y no de amor sexual. (...)En cuanto al último elemento de las leyendas de Yemayá, podemos decir que los senos de la mujer contienen un doble simbolismo. De entrada ellos representan el principio femenino, inequívocamente, la madre, personificada en Yemayá. Por otro lado, los senos femeninos también materializan la protección, el refugio, el lugar de reposo. En la ideología mortuaria yoruba, morir en las aguas significa regresar al origen, al conforto y abrigo del cuerpo sagrado de la Madre. Durante los duros siglos de esclavitud moderna, la imagen de la madre, a la cual los nagô imaginaban regresar después de la muerte, era a de la Madre África, la cuna de la cultura yoruba".
Esa primera interpretación de los orishás a partir de la psicología analítica viene de P. Verger, que explora la conexión del pueblo de santo a una identidad cultural definida por seres ancestrales, esa conexión ocurre, en consonancia con R. Prandi, porque
"Los yorubas creen que hombres y mujeres descienden de los orishás, no teniendo, pues, un origen único y común, como en el cristianismo. Cada uno hereda del orishá de que proveen sus marcas y características, propensiones y deseos, todo como está relatado en los mitos. Los orishás viven en lucha unos contra los otros, defienden sus gobiernos y buscan ampliar sus dominios, valiéndose de todos los artificios y artimañas, de la intriga disimulada a la guerra abierta y sangrienta, de la conquista amorosa a la traición. Los orishás se alegran y sufren, vencen y pierden, conquistan y son conquistados, aman y odian. Los humanos son sólo copias difuminadas de los orishás de los cuales descienden".
"El retrato compuesto de Yemanjá es de una persona que es obstinado alternadamente, productiva, inflexible, adaptativa, protectora, enamorada, corajuda, altiva, y a veces arrogante; posee un grande sentido de posición y jerarquía de mando y respeto; es justa, pero formal; es una amiga dedicada y frecuentemente coloca amistades para prueba; halla difícil perdonar una ofensa y raramente olvida el error. (...)ES preocupada con los otros, es maternal, y seria. A pesar del hecho de que la vanidad no es un trazo saliente caracterizando Yemanjá, sus iniciados [hijos] aman el lujo, la ostentación de textiles azul-y-blanco o verde-mar, y joyas caras. Ellos prefieren estilos de vida suntuosos mismo cuando sus circunstancias cotidianas no les permiten tal lujo".

## Culto
Para R. Ogunleye, un punto importante para la comprensión del culto religión yoruba a Yemayá es la observación en cuanto a su pureza moral y ritual. Su culto en Nigeria comprende diversas categorías, como el diario (privado), regule (celebra días especiales que le son consagrados), especial, solicitado mediante determinadas situaciones u ocurrencias y anual como sus festivales en Ibará y Ibadán.

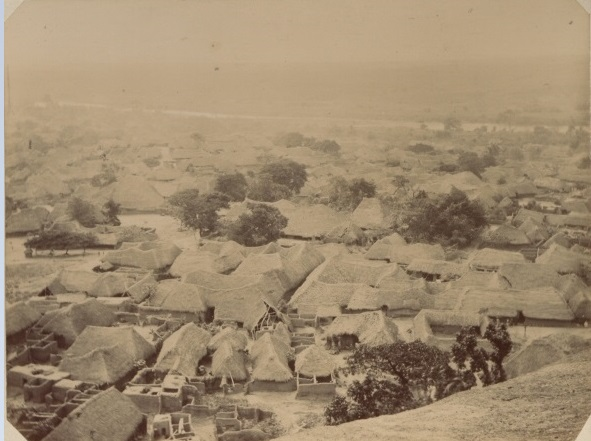
Abeokuta a la distancia con río Ògùn al fondo, final del.

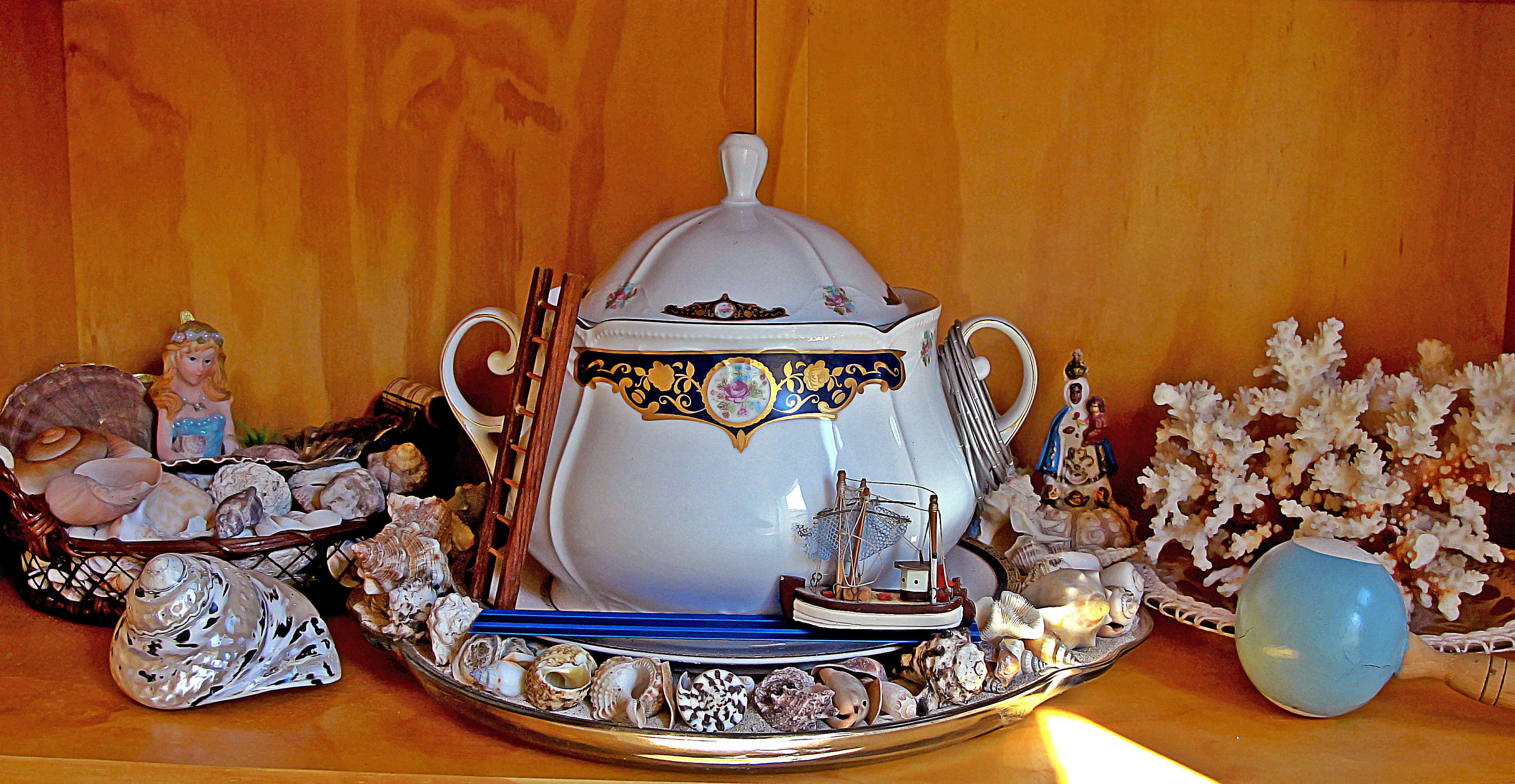
Igba orishá de Yemaya en la Santería, Cuba.

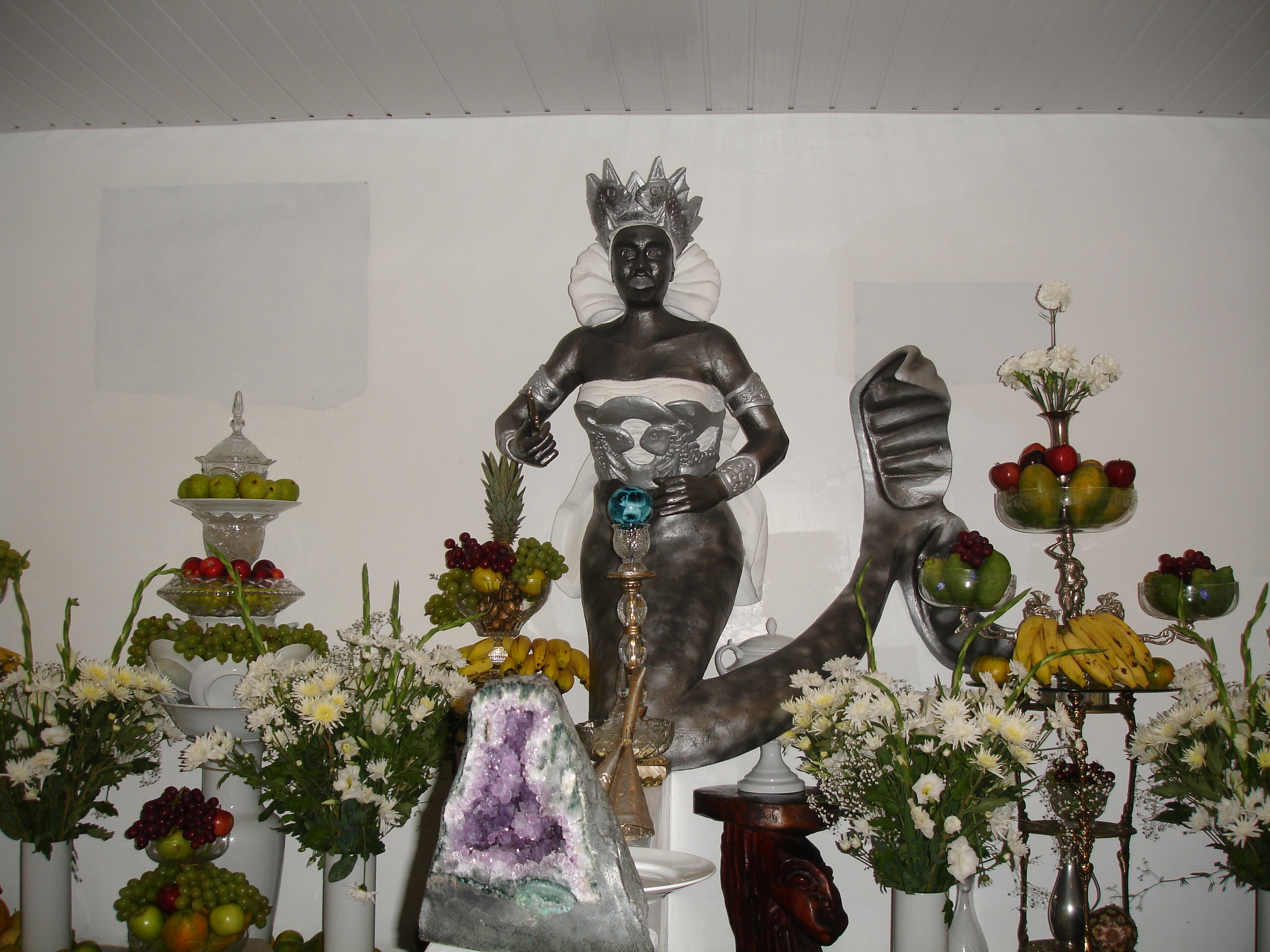
Igba yemanja en el terreiro de candomblé del Ile Ase Ijino Ilu Orossi, Brasil.

El culto diario o regular, es una práctica realizada por el devoto en su propia residencia en el santuario particular. Consiste en prácticas en general simple, que pueden ocurrir en el rango de la mañana como manera de desear buen día al orishá, y hacerle ofrendas como obis y con el mismo repartido conferir a través de un simple ritual si la procedencia del día será o no buena. El culto regular tiende a ser más elaborado que el primero, ocurriendo cada cinco días, incluye la visita al templo por parte de una comunidad de devotos, con postre al santuario, ofrendas, sacrificios y otros ritos litúrgicos. Según R. Ogunleye, "En este punto, el alta sacerdotisa (Iyaji) va a asumir, llevándolos en oración ritual para diosa. Durante este tiempo, ella va a ofertar sacrificios a la diosa. Eso incluye maíz procesado (Egbo), harina de feijão blanco (ekuru), camarones, caña-de-azúcar, y nueces de pegamento. Tras eso, ella va a hacer peticiones con los nombres de los fieles para el orishá. Enseguida, ellos se separaron y rematan la nuez de pegamento (obi). Si todo esté bien por el presagio, todos quedan felices y todos ellos bailan en la presencia de Yemoja"'.
El culto especial u ocasional puede ocurrir por los más diversos motivos, inclusive por solicitud de Yemayá para una persona específica o familia. Sirve como base para personas que desean adentrar en nuevos emprendimientos o iniciativas, para bendiciones a los niños, como también solicitar prosperidad, victoria en causas o sobre enemigos y otra situación o adversidad en la vida. La última forma de culto es el Odun Yemojá, la festividad anual, "Es una ocasión para regocijo y gratitud. lo que distingue adoración durante el festival anual es el programa elaborado conectado con la celebración". Las personas vienen en su mejor y dar su mejor. La celebración ocurre normalmente en el santuario de Yemoja. Las ofertas son principalmente para acción de gracias, y las comidas constituyen una oportunidad para la comunión entre la diosa y sus 'hijos'", explica Ogunleye.
Diversas representaciones en el arte y en prácticas rituales en su homenaje son algunos de los componentes más comunes de los sistemas religiosos derivados de la sociedad yoruba en otras partes de Sudamérica, Estados Unidos, y en Caribe. En este contexto, la veneración de Yemayá es transcultural e internacional. En Brasil y además, el carisma de Yemayá traspasó las fronteras que demarcan religión, clase social, etnia y raza para abrazar todos.
Yemayá siendo una divinad que posee gran popularidad en Brasil y en Cuba es celebrada con grandes fiestas públicas, entre las cuales se destacan el presente de Yemayá en la playa del Río Rojo en Bahía el día 2 de febrero, y la fiesta el día 8 de diciembre juntamente las festividades de Nuestra Señora de la Conceição en Brasil. En Cuba, sus festividades ocurren el día de Virgen de Regla, el 8 de septiembre.
Según Omari-Tunkara, "En Bahía, objetos de arte sacra, baila, rituales, y el trance son los medios fundamentales utilizados para comulgar con los dioses y manipular el sagrado", Yemayá así como muchos orishás es representada por diversos objetos, comidas, ritmos, y músicas. ES representada materialmente en el candomblé y santeria por el Igba yemanja, P. Verger menciona "Su axé es asentado sobre piedras marinas y conchas, guardadas en una porcelana azul (...) Le hacen ofrendas de carnero, pato y platos preparados a la base de maíz blanco, aceite, sal y cebolla".
El punto culminante del culto al orishá ocurre con sus iaôs o eleguns mediante la posesión, donde "Yemanjá se manifiesta en su adoxu o Olorishá (hayamos genéricos para todos los iniciados capaces de experimentar el trance de la posesión). Una vez iniciado el proceso de transe, se entiende todos los actos y comportamientos del elegun como siendo originados de su orishá. Según Rouget, "La posesión es caracterizada por el hecho de que, durante el trance, el sujeto es entendido como ganador de una diferente personalidad: a de la divinad, del espíritu, del genio o del ancestral - por el cual podemos usar el término general 'divinad' - que toma posesión del sujeto, sustituyéndose a él, y actuando ahora en el lugar del sujeto (...) por un periodo mayor o más pequeño, el sujeto se hace la propia divinad. Él es dios. Podemos llamar esa posesión en el stricto sensu de la palabra".
Durante esos fenómenos, el orishá manifestado se presenta respondiendo corporalmente las canciones que le son propias entonadas por dirigentes del culto, y siguiendo los ritmos que son de su preferencia, portan objetos que le son característicos, además de emitir pequeños gritos Ilá que le identifican conforme verificamos en el estudio de R. S. Barbara, siendo que Yemayá puede reír a las carcajadas o gemir, como se estuviera llorando. Según Bastide, las bailas religiosas en la concepción africana "constituyen la evocação de ciertos episodios de la historia de los dioses. Son fragmentos de mitos, y el mito debe ser representado a la vez que hablado, para adquirir todo el poder evocador". Para R. S. Barbara la función de la baila dentro de la ritualística del candomblé es múltiple, siendo mimética y litúrgica, entendiendo cómo mimética el acto de imitar los movimientos típicos del orishás y litúrgica por señalizar y suturar todos los momentos del ritual hasta la expresión y manifestación mística del orishá, donde forma y contenido se unen en una única dimensión, el propio orishá.
A danza de Yemayá refleja en mayor parte su personalidad conectada a la maternidad, y su elemento natural fluidifico, el agua, presentando movimientos evocativos las ondas marinas y de distribución que representan, en las palabras de M. Augras, "germinación constantemente renovada". Su ritmo predilecto es el jinka, que significa "hombros", indicando bailas reales de carácter más lento y que estimulan respeto. P. Verger nos dice, "En la baila, sus iaôs imitan el movimiento de las ondas, flexionando el cuerpo y ejecutando curiosos movimientos con las manos, llevadas alternadamente a la prueba y a la nuca, cuyo simbolismo no llegamos a identificar. Manifestada en sus iaôs, Yemayá coge un abano de metal blanco y es saudade con gritos de: 'Odò Ìyá!!!' (Madre del río)". R. Prandi y M. Zenicola identifican que los movimientos no entendidos por Verger sean referencia a su dominio sobre el Ori en Brasil. F. Eramo añade: "El ritmo es también parecido con el ritmo de los océanos, y Yemanjá baila pareciendo acariciar las ondas del mar. Además de la leveza y ondulación del agua, Yemanjá representa la fertilidade a través de suya baila. Ella mueve la pélvis al bailar, símbolo de la reproducción y germinação. Al mirarse en el espejo, ella representa la belleza, pero una belleza tranquila y pacífica. En las fiestas públicas observadas, los hijos de santo que incorporan Yemanjá bailaban con mucha levedad, tranquila y sutileza". M. Zenicola relata otros movimientos curiosos: "Otro movimiento es extender las manos en posición que acuerda estar implorando, o mejor, mendigando por caridad y amor", y prosiguiendo en su análisis afirma: "En la baila de Yemayá no existen movimientos grandes, ampliados o aún en alta velocidad, posiblemente como reflejo de las características del orishá; los gestual de las manos acuerda caricias en el agua, elemento del cual forma parte, empujándola para tras del cuerpo. Su desplazamiento es suave, ligeramente contenido, como se flotara o caminara dentro del agua". En la santería presenta bailas vigorosas y con el dramatismo de la influencia de la danza española.
Durante sus manifestaciones, acostumbra utilizar diversos objetos o herramientas en el color plata, entre las cuales se destaca el adé (corona), abèbè (abanico de metal con o sin espejo), obé (espada, alfange o cuchillo) entre otros.

### Sincretismo

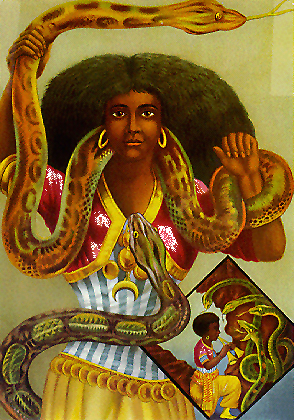
Representación de Mami Wata por Schleisinger.

Yemayá, en la cultura de la diáspora, es, sobre todo, una divinidad sincrética, reuniendo, en sí, los diferentes atributos de otros orishás femeninos de las aguas. Su figura envasada en el arquetipo de la gran-Madre es promovida la gran-Diosa, en especial por el hecho de que, en Brasil, tratándose de la divinad más adorada de Bahía, con gran prestigio popular, encuentra su par en Nuestra Señora de la Concepción (en el Río Grande del Sur, Nuestra Señora de los Navegantes), o en concreto en Virgem Maria, lo que, según Verger, habría ocasionado una equivalencia de peso dentro del panteón yoruba, haciéndola la única del mismo con un sincretismo iconográfico acabado. Tal sincretismo ocurrió debido al culto entusiasmado de los orishás disfrazados de santos del catolicismo por los esclavos en las senzalas. La asimilación católica también se observa en Cuba con el culto de Virgen de Regla, sin embargo vale resaltar que en tal mimetismo en que el orishá se camufló en una divinad católica el mismo no se corrompió, en las palabras de Stella y M. Loddy, "Yemayá es Yemayá en Bahía, en Cuba o en el más sincrético terreiro de umbanda". El mismo sincretismo es un aspecto distintivo de la cultura brasileña hasta la actualidad. En Brasil, su culto también se confundió con el culto de la Madre-d'agua, la Iara, lo que justifica su representación por veces como sereia. Esa asociación a la sereia contrasta evidentemente con el lado maternal de Yemayá en la concepción africana, y en especial con Virgem Maria por la demasiada sensualidade, pero no obstante también aparece en el Vodú de la Louisiana y Vodú haitiano, donde Yemayá es asociada a la Allá Sirène y Mami Wata, espíritus de las aguas. Esa aglutinação con tales divinidades evidencia-se en la afirmativa de S. Otero y T. Falola que "Yemayá y Oxum forman parte de una red global de espíritus del agua que muchos estudiosos, especialmente Henry John Drewal, trajeron bajo la égide Mami Wata. Sea en Sierra Leona, Congo, Togo, en Igbo en Nigeria, [cómo] Lasiren en Haití, Santa Marta Dominadora en la República Dominicana (...)los espíritus (divindades, energías, fuerzas cósmicas) comparten algunas semejanzas notables". En Candomblés de Bahía Y. Caneiro confunde Yemayá con un nkisi del candomblé bantu Dandalunda, presentando esta cómo uno de los nombres de la primera, esa identificación de las dos divindades acostumbra aparecer con cierta frecuencia.

### Calidades y avatares
Según A. Vallado, "calidad" es el término que designa las múltiples invocaciones o avatares de un mismo orishá. También es, por veces, llamado de "camino", como observamos en la aclaración presentada por L. Cabrera de que "no existe más del que una única Yemayá, una sólo, con siete caminos". Muchas de esas calidades parecen tratarse de otras divinidades, como explora S. Poli, lo que también se apoya en Y. Ramos con la tesis de asimilación de los orishás de pueblos subyugados al orishá patrono del pueblo conquistador en conflictos en África. También puede ocurrir en referencia a una determinada localidad o el segmento de un mismo orishá pero con pequeña diferenciación, lo que individualiza ese cómo siendo una calidad.
- Yemowô o Yeyemowo

En África, es mujer de Ojalá, siendo citada por Verger como siendo calidad de Yemayá. S. Poli, sin embargo, a presenta como divinad distinguida.
- Yemayá Assagbá

Assagbá (pron. Achabá), Iyásabáé, Ayabá o simplemente Sabá es de más vieja que fue casada con Orunmilá y lo desafió, su palabra siempre es acatada por Ifá. Es considerada peligrosa, ella es manca y le es característico utilizar de una correa de plata en el tobillo, es descrita por Verger como estando siempre fiando algodón. Roger Bastide a confunde como calidad más nueva y la Ogunté credita lo porte de más vieja.
- Yemayá Asèssu

También conocida por Sessu, es muy voluntariosa y respeitable, siendo la mensajera de Olokun va en el alcantarillado y letrinas, siendo particularmente muy seria. Presenta ciertos problemas psicológicos como olvido. Recibe sus ofrendas en la compañía de los eguns, come pato.
- Yemayá Ogunté

Es la que fue casada con Ògún Alagbedé o Alaguedé y madre de Èṣù, Ògún Akoro y Igbo. Vallado menciona que, diferentemente de Sessu, ella no apacigua Ogum, participando de las guerras directamente con él, conforme retratado en los mitos registrados por L. Cabrera. Poseyendo espíritu guerrero, "es una temible amazona", violenta, muy severa y rencorosa. Se presenta como joven señora con imponencia y aire desafiador, portando una espada. Vive en la mata virgen y le gusta bailar con un majá (serpiente que vive en las matas en Cuba) envuelto en sus brazos. Respeitável hechicera, le pertenecen los corales y la nácar. Debido a su conexión con Ogum, le gusta arroz con feijão negro, en vez de arroz simple.

### Festivales

#### Nigeria
- Ibadan

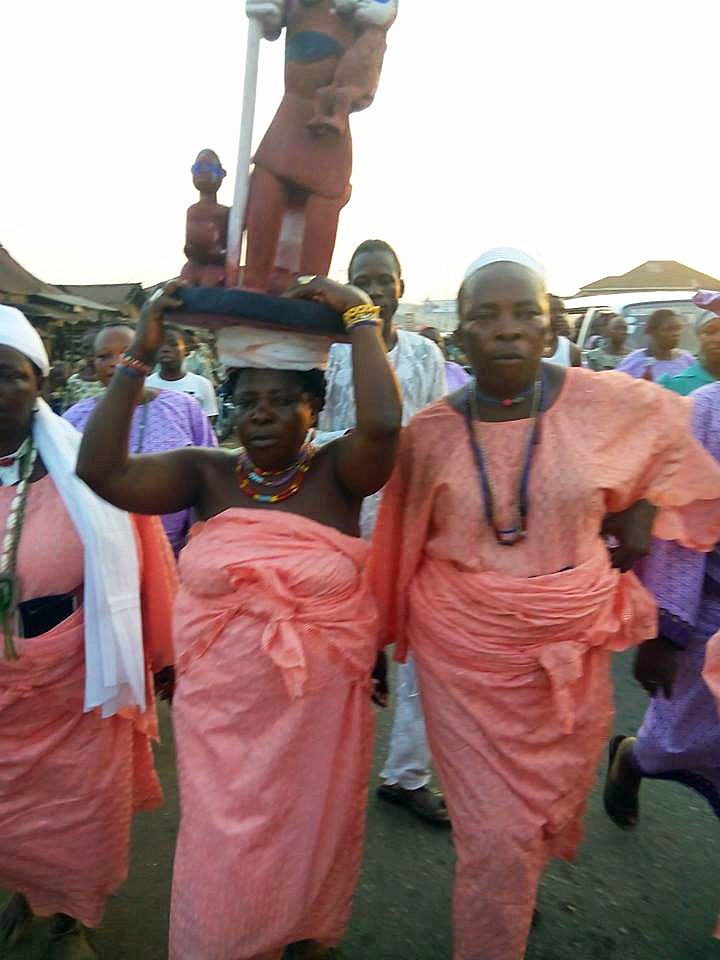
Procesión de Yemayá en Ibadán, Nigeria.

En Ibadán capital del estado de Oyo permanecen cultos y celebraciones de Yemayá como diosa patrona, siendo reverenciada en el antiguo templo conocido como Popo-Yemoja. En su cortejo anual se celebran cuatro aspectos que para A. Folarin enfatizan la importancia del orishá y de su liturgia, "Ella simboliza el poder de la maternidad y principios femenino, ella es la generadora del panteón del mundo yoruba; escultura tradicional que describe ella generalmente muestra senos y cuadril voluptuosos, retratando mujeres de poder y gracia. La segunda es la función sociológica que genera durante la época festiva. El tercero es el fervor espiritual o cosmológico que aparece en la celebración. Generalmente, hay ese sentimiento de transcendencia, abriendo el corazón y la mente para el más alto ser espiritual. La cuarta y más importante es que ella es reverenciada muy así como una diosa de la fertilidad".
Su templo, construido con barro en consonancia con la arquitectura tradicional yoruba, es descrito por A. Folarin como rodeado con una varanda de columnas de madera esculpidas y policromadas en vigor stacatto, y sus paredes son decoradas con motivos de peces, helechos, lírios de agua, tartarugas y caracoles. El cortejo que comprende tres días de esquinas y baila ha, como punto culminante, el momento en que la estatua de Yemayá en madera es llevada en una notable procesión de su templo Popo-Yemoja para el palacio real de Olubadan, donde ocurren bailas por algunos minutos, y la procesión sigue para Oja-Oba donde una multitud en júbilo aguarda su llegada, entonando cánticos en honra del orishá. A. Folarin también enaltece que la multitud tomada por la euforia grita y baila en honra de la madre de todos con el saludo "Iyá Lo!".

## Representaciones

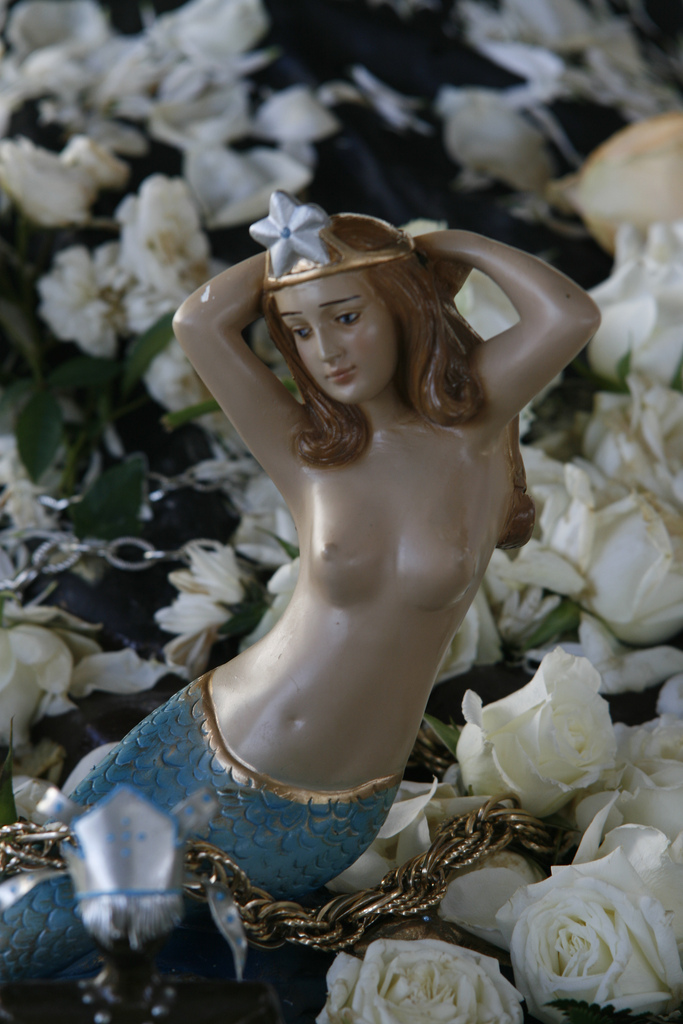
Representación sincretizada con una sirena europea.

En África, Yemayá es señora de trazos negros con formas bien evidenciadas y senos muy voluminosos, por veces representada embarazada. R. F. Burton menciona: "Ella es representada por un pequeño ídolo con la piel de amarillo. Tiene los cabellos azules, usa cuentas blancas y una ropa lustrada". P. Baudin y otros autores también nos presentan la misma descripción. Omari-Tunkara es primorosa en su descripción: "Sus imágenes contemporáneas son esculturas en madera pintada la esmalte que generalmente retratan una mujer con senos muy grandes amamantando uno o más hijos y, muchas veces cercada por otros niños. Las esculturas figuran el papel de Yemọya como madre cariñosa, protectora, vigilante y agente de fertilidad. Un collar especial compuesto por varias vertientes de pequeñas abalorios de cristal claro atadas por dos o tres cuentas mayores en rojo, blanco y azul veneciano sirve como un símbolo de Yemọya en Ibara y está representado en las esculturas que se conforman a lo grande para el cânone yoruba típico." S. Epega escribe: "Sus estatuas enfatizan el aspecto de la maternidad. Ella es una mujer tranquila, con gran vientre túrgido, senos inmensos, pies bien plantados en el suelo, poniendo las manos sobre niños". Esa iconografía, según Agbo Folarin, mucho se asemeja a las representaciones de las tradicionales Máscaras-Epa de festejos tradicionales de Nigeria. No hay menciones antiguas de su representación como pez de la cintura para bajo.
En Brasil en los ámbitos populares ocurrió una aproximación entre la figura africana y la sirena europea blanca, con sus atributos de seducción y esquinas hechizantes, ya confundida con la Iara, la Madre d'Agua. Hasta el séc. XIX encontramos representaciones de Yemayá en Bahía como una señora, exponiendo sus grandes senos, no aludiendo en nada la figura mitológica de la sirena, sin embargo este mismo siglo ya nos es posible reconocer representaciones que, funden los atributos del orishá con la figura europea.
De esas representaciones, explica R. Antonio, "descendem los orishás de Carybé y Cravo júnior - aunque Carybé que más interesante, en términos estéticos, sea el dibujante, señor del nanquim, conciso y elegante, tendiendo a una especie de figurativo casi-abstracto. De otra parte, también el geometrismo traídos por los esclavos - las formas abstractas conectadas directa o indirectamente a los cultos religiosos - permanece vivo en la creación plástica brasileña." De la influencia de Angola tenemos también atributos de Quianda, L. C. Cascudo critica: "Quianda es la sereia marítima. Vive en las aguas saladas alrededor de Luanda y por toda orilla de Atlântico angoleño(...) Quianda es vista como una persona humana, pez grande y brillante, sombra, o únicamente la presencia sensible pero invisible. Jamás como vemos en el pêji de los candomblés de Bahía; mujer hasta la cintura, pez de la cinta para bajo, el desinat in parpadeen mulier hermosa superne, de Horácio. Las sirenas angoleñas son siempre negras y las de Bahía siempre blancas, rubias, de ojos azules, asombrosa reversión inexplicable para los descendientes de africanos esclavos que pintaban de oscuro las imágenes de Santos católico preferidos".
Ese sincretismo de ideas y artístico que se observa por ejemplo en la escultura de Carybé, también es bien visible en las representaciones de cualquier punto de Salvador, en oposición con la representación distinguida de la umbanda, especialmente en los estados de la Región Sudeste de Brasil, que nos presenta una mujer de piel blanca, con largos cabellos negros y lisos y ropa azul.
Refiriéndose a esa nueva manifestación de la figura de Yemayá, escribe Verger: "Ella es representada como una especie de hada, con la piel color de alabastro, vestida en una larga túnica, bien amplia, de muselina blanca con una larga cauda adornada de estrellas doradas; surgiendo de las aguas, con sus largos cabellos negros al viento, coronada con una diadema hecha de perla, teniendo en lo alto una estrella de mar. Rosas blancas y estrellas doradas, desprendidas de su cauda, flotan suavemente en el marullo de las ondas. Yemayá aparece flaca y esbelta, con pequeños senos y el cuerpo imponentemente curveado."

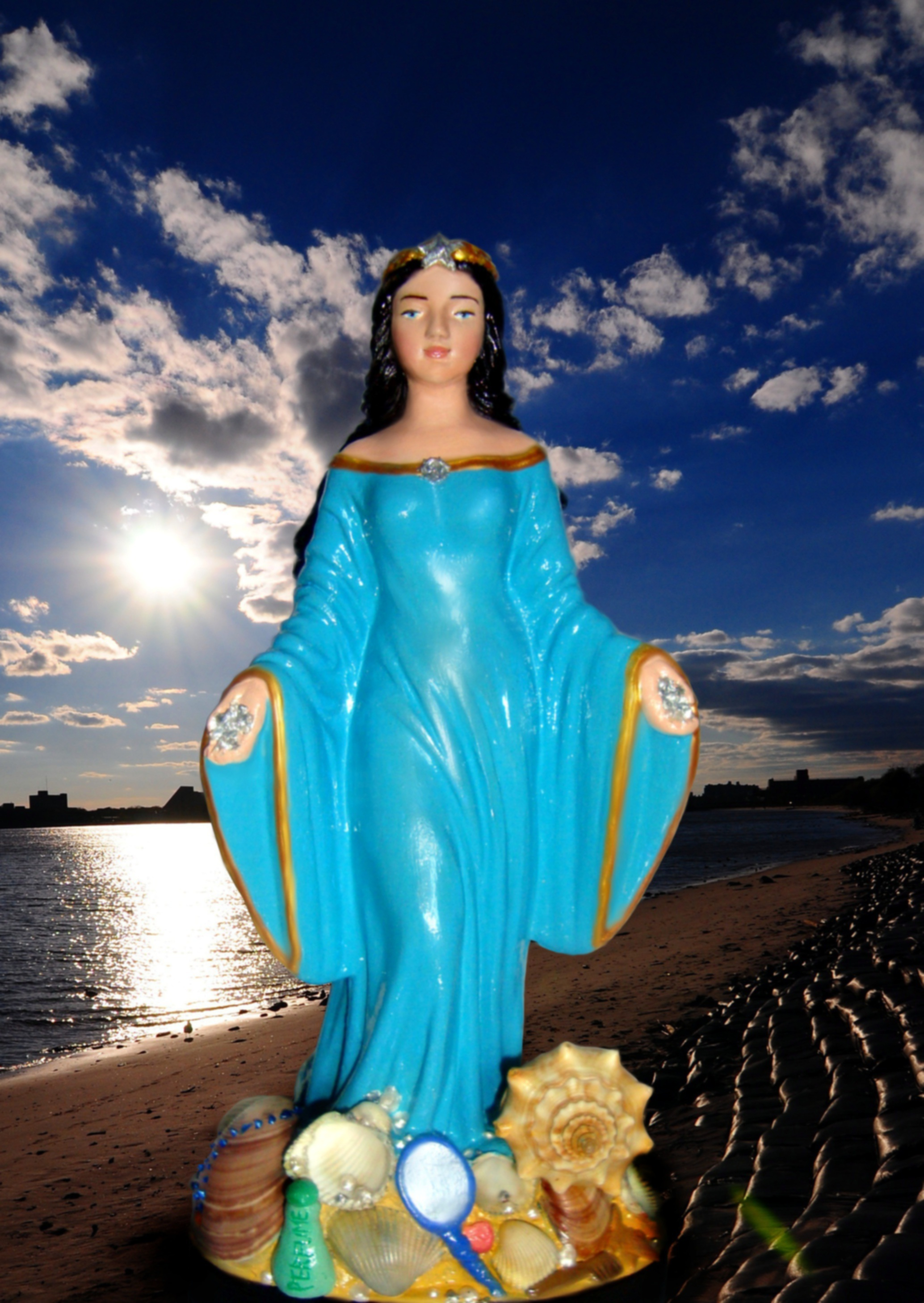
Representación popular de Yemayá difundida por la Umbanda.

Algunos autores atribuyen que esa adaptación haya surgido del sincretismo religioso con la figura de Nuestra Señora, ya que, para los baianos, Yemayá está conectada nuestra Señora de la Concepción. Esa forma de representación persistió en especial con la teledramaturgia, como en la novela Puerto de los Milagros, en que, en ningún momento, la figura de la Yemayá blanca, personaje que sutura silenciosamente la trama, cede a alguna representación negra. La imagen de Yemayá totalmente blanca vendría a atender la devoción de la umbanda, que, los últimos años, ha se esparcido por el territorio nacional brasileño, introduciendo esa nueva percepción popular. T. Bernardo es bastante incisiva en su investigación: "Monique Augras, en 1989, analiza la imagen de Yemayá que ya muestra haber sufrido un proceso de moralización realizado por la umbanda. Más precisamente, esa expresión religiosa parece dar señales de haber una transformación de la imagen de Yemayá en marcha. En 1991, Pedro Iwashita publicó Maria y Yemayá: análisis de un sincretismo. Al estudiar las dos diosas, mostró que son dos faces del mismo arquetipo. Sin embargo, probablemente para no parecer racista, no confronta Maria directamente con Yemayá, pero interpone una tercera diosa, Ísis, la gran madre de Egipto antiguo, distante de la realidad aquí tratada y, por lo tanto, figura neutra para el debate actual".
El degradado del "color de la piel" de los orishás "refleja la mezcla racial de la población que los adora y el movimiento de 'abrasileiramento' de la religión". Otra interpretación de la concepción del orishá, más radical en cuanto a la desvinculación entre el origen racial, de memoria de piel y los dioses, es aquella que piensa los orishás como fuerzas de la naturaleza, apuntan M. Moura y J. B. Santos, y añaden, "En esta concepción, Yemayá es el mar, Oxum los ríos, Ianza los vientos (...)", aquí hacen alusión a una nueva concepción brasileña del orishá como divinad panteísta y no de culto ancestral, lo que justificaría la pérdida de sus trazos étnicos.

## Influencias

### Yemayá y la Música Popular Brasileña
Yemayá, además de Bahía y de los candomblés, con las prácticas de su pueblo y su religiosidad, de los temas de la vida ardua de litoral y del cotidiano de los pescadores, en el escenario de la música popular brasileña, ya es presente en letras de canciones desde los primordios de la radiodifusión en algunos de sus versos más líricos. Podemos citar ES Dulce Morir en el Mar (1943) y Quien viene para Riba del Mar (1954) de Dorival Caymmi. Caymmi demuestra profunda devoción al orishá en Dos de Febrero (1957), título que se refiere a su grande festejo en Bahía en la playa del Río Rojo, considerado por Jorge Amado como el único que se podría considerar descendiente espiritual de Castro Alves, siendo mencionado en la obra de alabanzas a este último como "Poeta de negros pescadores, de Yemayá y de los misterios pobres de Bahía (...)". En Bahía de Todos-Santos, Jorge Amado nos revela más de la naturaleza de esa relación de Caymmi con Yemayá: "La música religiosa del negro baiano, con sus promesas la dueña Janaína, con sus supersticiones y su intimidad con los dioses, él la recuperó para nodos del abandono en que estaba desapareciendo, abandono que no se explica como tanta cosa no se explica en Brasil. Muchas de sus canciones son dedicadas la Yemayá, diosa de las aguas de Bahía, música de pescadores, de la playa y del mar, canciones que forman la parte más poderosa y permanente de su obra, la mayor de toda la música popular brasileña." R. Antonio abordando el contexto en torno a Yemayá de la primera mitad del siglo XX, complementa: "(...) Caymmi, en la década de de 1930, cantando una canción para Yemayá. En muchos lugares de Brasil y para muchas plateas, en aquella época, la canción sonó de modo algo obscuro, no de todo comprensible. Había, allí, estrañeza, una faz no iluminada, misteriosa. Porque las personas, sin dominar por completo la dimensión referencial del mensaje, no tenían como decodificarla por completo. Pero, con el tiempo - con la creciente visibilidad de la cultura negromestiza (sic) en nuestro país; con la entronización de los orishás en el mundo de la así llamada 'cultura superior' -, todo cambió. La canción se hizo universalmente clara para los brasileños".
En el Afrosambas (1966), trabajo de Baden Powell y Vinícius de Moraes con regência y arreglo de César Guerra-Pez, uno de los más representativos de la discográfica brasileña, que fue un divisor de aguas, aparece, en Esquina de Yemayá, una de los diversos rangos que hacen alusiones la divinidades del candomblé. El mismo año, es figura céntrica en Beiramar opuse 21b, del compositor Marlos Noble, ciclo compuesto por tres canciones populares, dos de ellas conectadas directamente la Yemayá: Estrella del Mar y Yemayá Ôtô. En la voz de Ely Camargo, considerada una de las más agradables y bien timbradas a servicio de la música popular brasileña, fue reverenciada en Yemanjá (Paulo Ruschell) en el disco Canciones de mi tierra - Volumen 4 (1964), y en Mamá Yemayá (Guerra-Pez) en el disco Otras Canciones de Mi Tierra (1967).
En la voz de Clara Nunes, fue romanizada en Cuento de Arena (1974), música de Romildo Bastos y Toninho Nacimiento, una entre tantas otras del cancionero popular brasileño que reverencian Yemayá. En la telenovela brasileña Puerto de los Milagros (2001), es tema de apertura en la canción Caminos del Mar, interpretada por Gal Costa.

### Cine y Telenovela
Sus apariciones en el cine brasileño son dramáticas. Valle destaque la película Barravento (1962), dirigido por Glauber Rocha, con su retractación crítica al misticismo religioso popular. La película retrata el papel y los dilemas de una figura masculina escogida por Yemayá en una pequeña aldea de pescadores. Este personaje emblemático debería seguir una vida célibe para no ofender a muy celosa divinad, viniendo la felicidad y estabilidad del pequeño poblado a depender de esa relación. La película explora el aspecto posesivo y vengativo del orishá, que causaría la muerte de la mujer que se acostara con su protegido. En Noches de Yemayá (1971), la película dirigida por Milton Barragan alcanza un diálogo con la platéia a partir de elementos bien sucedidos popularmente como misterio, erotismo y folclore, presenta un personaje enigmático en una trama cercada por muertes, este arquetipo de femme fatale asociado la figura de Yemayá en referencia a las sirenas mitológicas ya se evidenciaba en estudios como lo de Edson Carneiro. En Espacio Sagrado, (1976) documental realizado en Bahía, el director Geraldo Sarno, que presenta el candomblé y sus prácticas dentro del espacio sagrado, retrata el acto de una ofrenda la Yemayá. En El Escogido de Yemayá (1978), con dirección de Jorge Durán, es invocada como intercesora de una comunidad pobre a través de los terreros y su escogido, el Comandante Nelson, en el conflicto contra Gangsters inmobiliarios. De este mismo año hay también lo cortometraje Día de Yemayá, dirigido por Lula Oliveira. Valle destaque La Hija de Yemayá (1981) con dirección de Milton Barragan y la actuación de Mary Terezinha como protagonista, donde Yemayá es representada a través del personaje que se dice su hija, que resurge al final del largometraje para el marido y la hija en la playa.
La importancia cultural y social de Yemayá, según M. C. Azevedo, crece en la sociedad brasileña surgiendo a menudo en novelas, estas en consonancia con una publicación de Resistencia, documentan el "análisis de almas trágicas, abanderadas de sueños, trazando destinos opuestos, construyendo quimeras inmediatamente destruidas por la realidad abismal de vida". En La indomable (1997) telenovela dirigida por Marcos Paulo que extrapola en alegorías, el personaje Eulália interpretada por Adriana Esteves, surge de las aguas como en referencia a la Yemayá. Valle destaque Puerto de los Milagros (2001), libre adaptación de Aguinaldo Silva y Ricardo Linhares del libro Mar Muerto de Jorge Amado, con música-tema dedicada a la Yemayá en la voz de Gal Costa. La historia del libro era muy corta para una novela, pero como la Red Globo poseía los derechos del libro decidió hacer la adaptación. La telenovela demostraba la fuerte influencia de culto de Yemayá y las prácticas del candomblé, lo que causó una repercusión negativa entre televidentes evangélicos y católicos.
En representaciones en minisséries podemos citar La Esquina de la Sereia (2013) con dirección de José Luiz Villamarim y Ricardo Waddington, basado en el libro de mismo nombre de Nelson Motta.

## Yemayá en el Nuevo Mundo

### Brasil
En Brasil, la orishá goza de gran popularidad entre los seguidores de religiones afro-brasileñas y hasta por miembros de religiones distinguidas. En Salvador, ocurre anualmente, el día 2 de febrero, la mayor fiesta del país en homenaje a la "Reina del Mar". La celebración envuelve miles de personas que, vestidas de blanco, salen en procesión hasta el templo mor, localizado en el barrio Río Rojo, donde depositan variedades de ofrendas, tales como espejos, bisuterías, comidas, perfumes y toda suerte de agrados. Sin embargo, en la ciudad de Son Gonçalo, los festejos acontecen el día 10 de febrero.
Otra fiesta importante dedicada la Yemayá ocurre durante el pasaje de año en Río de Janeiro y en todo litoral brasileño. Miles de personas comparecen y depositan en el mar, ofrendas para la divinad. La celebración también incluye el tradicional "baño de pipoca" y las siete ondas que los fieles, o incluso seguidores de otras religiones, jalan como forma de pedir suerte a la orishá. En la umbanda, es considerada la divinad del mar.
El año de 2008, día 2 de febrero, la Fiesta de Yemayá de Río de Janeiro, en Bahía, coincidió con el carnaval. Los desfiles de tríos eléctricos fueron desviados de la región hasta el fin de la tarde, para que las dos fiestas acontecieran a la vez.
Antecediendo el año nuevo de 2008, devotos de la orishá de las aguas estuvieron en ese momento, con sus plegarias dirigidas a uno rascacielos, en forma de un monolito negro, en la Playa del Leme, en Copacabana, donde era costumbre, en el último minuto del año, surgir una cascada de fuego, en el tope de ese monolito, iluminando el entorno así como las ofrendas. Todo réveillon, principalmente en la ciudad de Río de Janeiro, en el barrio de Copacabana, miles de personas se reúnen para cantar y regalar Yemayá, jugando presentes y rosas en el mar.
Además de la gran diversidad de nombres africanos por los cuales Yemayá es conocida, la forma portuguesa Janaína también es utilizada, aunque en raras ocasiones. El apodo, creado durante la esclavitud, fue la manera más blanda de "sincretismo" encontrada por los negros para la perpetuación de sus cultos tradicionales sin la intervención de sus señores, que consideraban inadmisibles tales "manifestaciones paganas" en sus propiedades. Aunque tal invocación haya caído en desuso, varias composiciones de autoría popular fueron realizadas de forma a saludar la "Janaína del Mar" y como canciones litúrgicas.
Por primera vez, en 2 de febrero de 2010, una escultura de una sirena negra, creada por el artista plástico Washington Santana, fue escogida para representación de Yemayá en el grande y tradicional presente de la fiesta del Río Rojo, en Salvador, en Bahía, en Brasil, en homenaje a África y a la religión afrodescendente.

## Fiestas

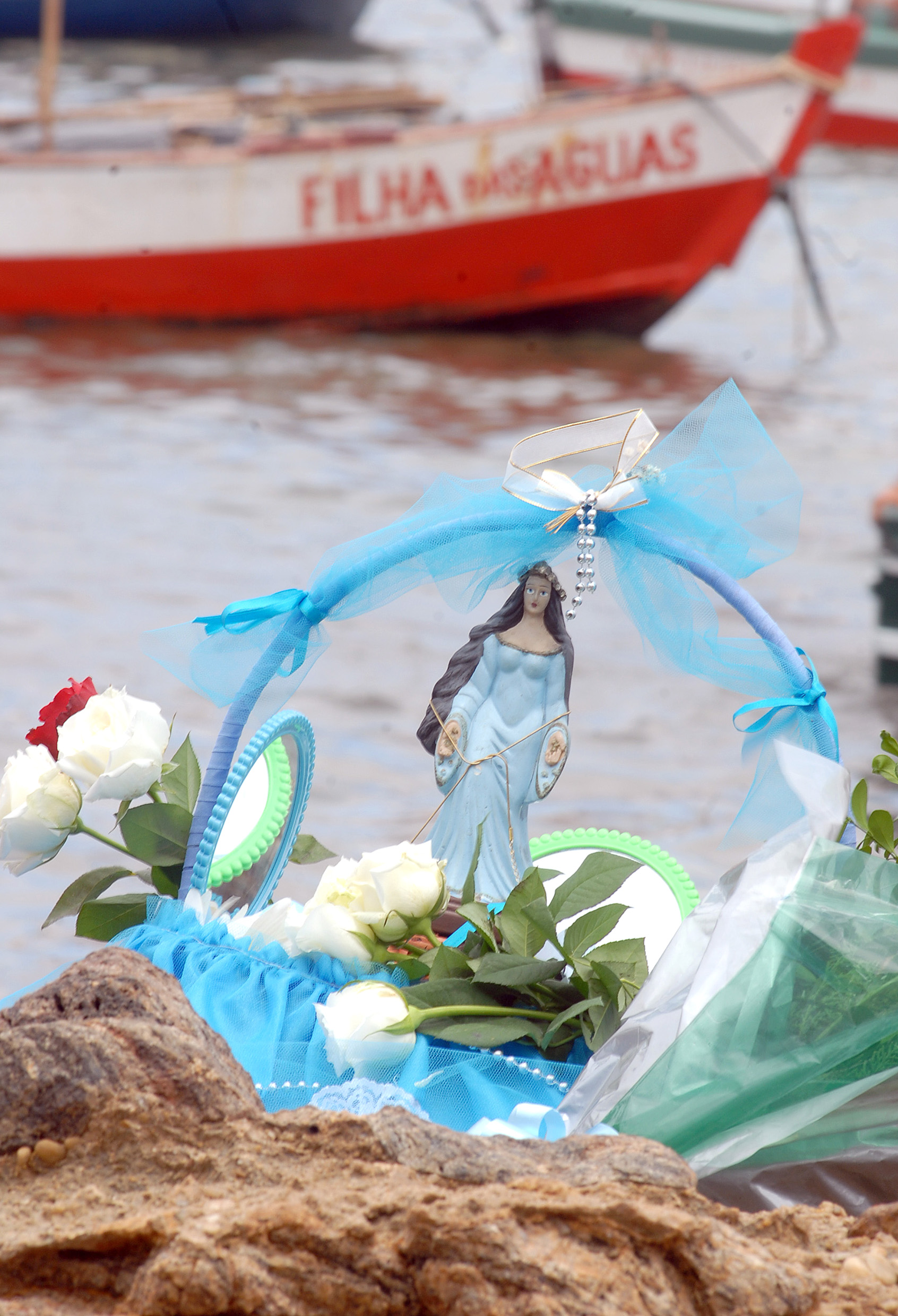
Imagen de Yemayá en la ofrenda.

Una de las mayores fiestas ocurre en Río Grande, en el Río Grande del Sur, debido al sincretismo con Nuestra Señora de los Navegantes. En el mismo estado, en Pelotas la imagen de Nuestra Señora de los Navegantes va hasta el Puerto de Pelotas. Antes del cierre de la festividad católica acontece uno de los momentos más marcantes de la fiesta de Nuestra Señora de los Navegantes en Pelotas, que en 2008 llegó a la 77.ª edición. Las embarcaciones paran y son recibidas por umbandistas que cargaban la imagen de Yemayá, proporcionando un encuentro ecuménico asistido de la orilla por varias personas.
El día 8 de diciembre, otra fiesta es realizada a la riba-mar en Bahía: la Fiesta de Nuestra Señora de la Conceição de la Playa. Ese día, 8 de diciembre, es dedicado a la padroeira de Bahía, Nuestra Señora de la Conceição de la Playa, siendo festivo municipal en Salvador. También en esta fecha es realizado, en la Piedra Agujereada, en el Monte Serrat, en Salvador, el presente de Yemayá, una manifestación popular que tiene origen en la devoção de los pescadores locales a la Reina del Mar - también conocida como Janaína.
En la capital de Paraíba, la ciudad de João Persona, el festivo municipal consagrado nuestra Señora de la Conceição, 8 de diciembre, es el día de tradicional fiesta en homenaje la Yemayá. Todos los años, en la Playa de Tambaú, se instala un escenario circule cercado de banderas y cintas azules y blancas alrededor del cual se aglomeran fieles oriundos de varias partes del Estado y curiosos para asistir al desfile de los orishás y, principalmente, de la homenajeada. Por la playa, se encuentran agujeros con velas, flores y presentes. En 2008, según los organizadores de la fiesta, 100 mil personas comparecieron al local.

### Fiesta del Río Rojo

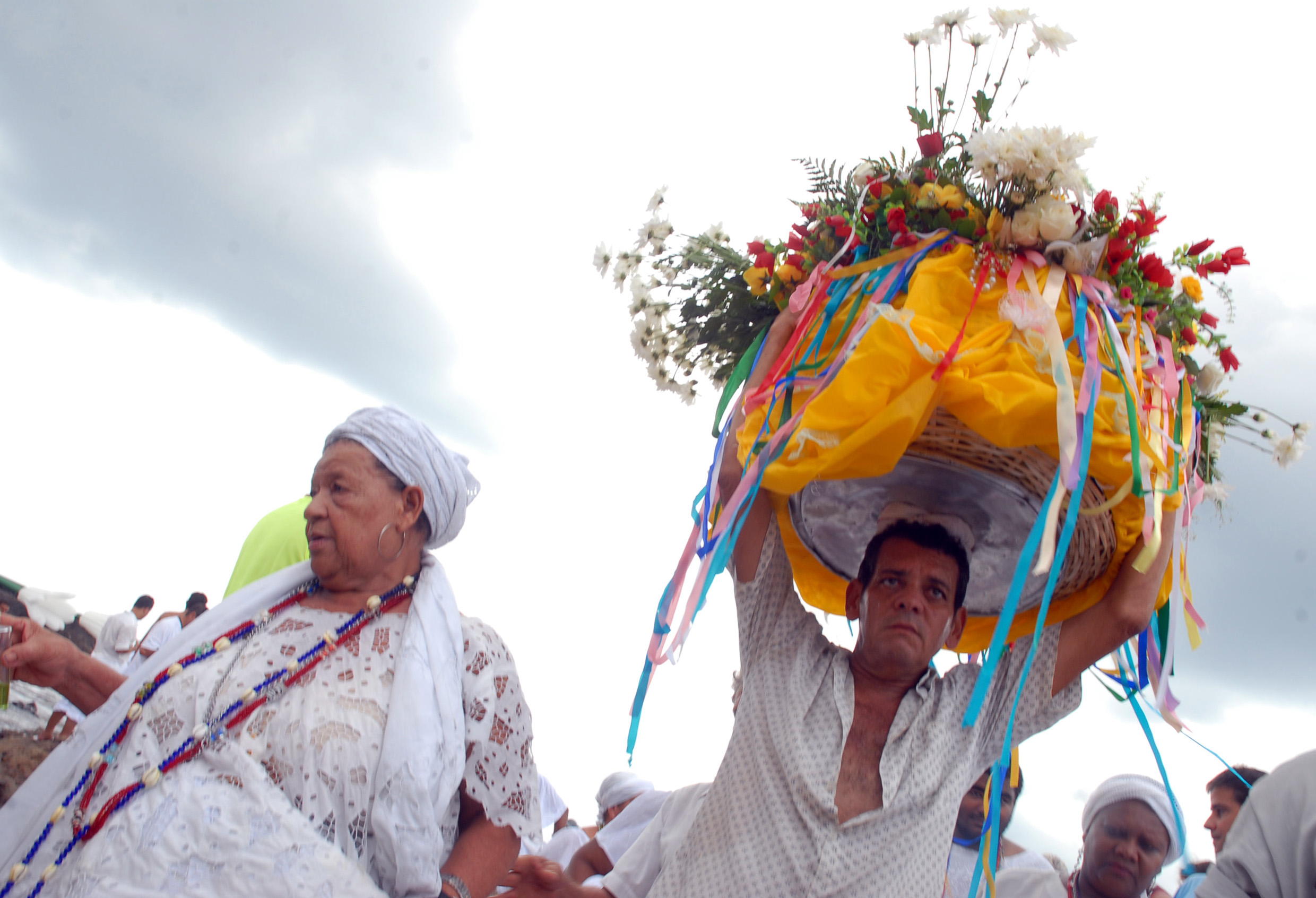
Ialorishá e hijos en la entrega de la ofrenda la Yemayá.

La tradicional Fiesta de Yemayá en la ciudad de Salvador, capital de Bahía, tiene lugar en la playa del Río Rojo todo día 2 de febrero. En la misma fecha, Yemayá también es adorada en diversas otras playas brasileñas, donde le son ofertadas velas y flores, lanzadas al mar en pequeños barcos artesanales.
La fiesta católica acontece en la Iglesia de Nuestra Señora de la Conceição de la Playa, en la Ciudad Baja, mientras los terreiros de candomblé y umbanda hacen divisiones cercadas con cuerdas, cintas y flores en las playas, delimitando espacio para las casas de santo que realizarán sus trabajos en la arena.

### Porto Alegre
La Fiesta de Nuestra Señora de los Navegantes en Porto Alegre es la mayor fiesta religiosa de la ciudad brasileña del sur de Brasil, y homenajea Nuestra Señora de los Navegantes y su sincretismo afro-brasileño. Es realizada el día 2 de febrero de cada año desde 1870.
Originalmente, constaba de una procesión fluvial, con embarcaciones que singravam el Lago Guaíba desde lo caes del puerto, llevando la imagen de la santa del Centro de la ciudad hasta la Iglesia de Nuestra Señora de los Navegantes. Hoy, por determinación impeditiva de la Capitanía de los Puertos, la procesión es terrestre, llevando la imagen desde la Iglesia de Nuestra Señora del Rosário, en el Centro de la ciudad, hasta la Iglesia de Nuestra Señora de los Navegantes. Los organizadores de la fiesta consideran que esta es la segunda mayor romaria religiosa del País, quedando atrás sólo del Círio de Nazaré realizada en Belén del Pará. Con una gran participación popular tanto en la realización de la fiesta, como en las conmemoraciones

## Angola
En Angola, existe la creencia en la divindade que se llama Kianda, equivalente la Yemayá, protectora de los pescadores y reina de las aguas. Se hace, todo año, la Fiesta de la Kianda en barrios costeros de Luanda, y en la laguna del Ibendoa, en la provincia de Bengo.

## Uruguay

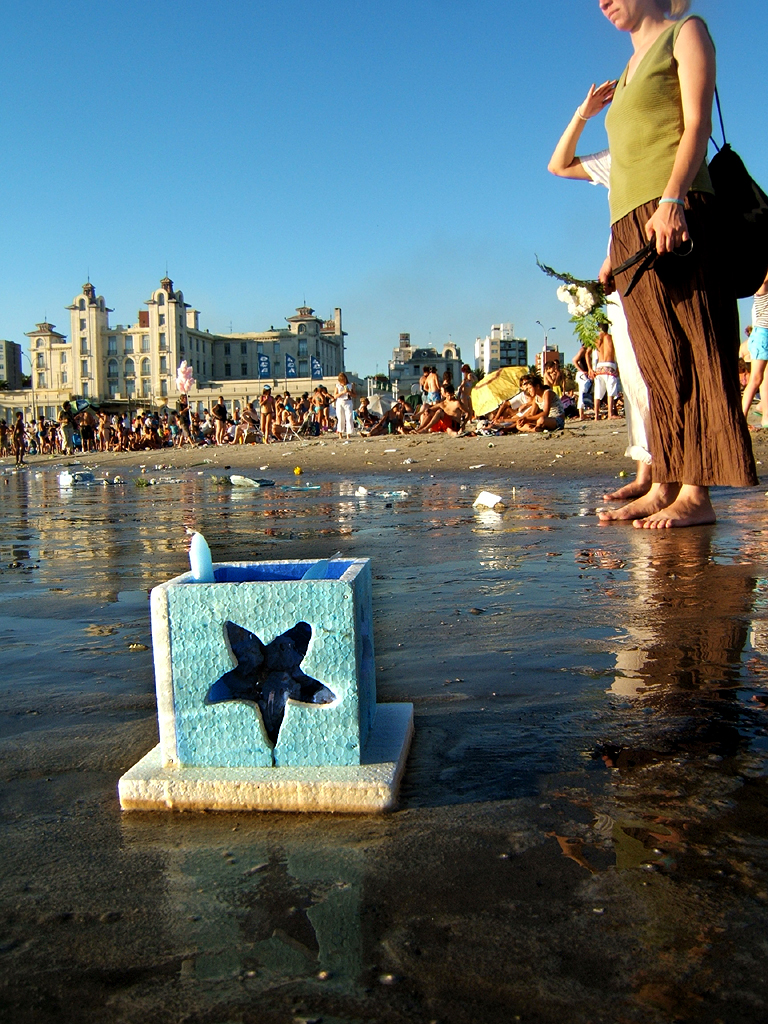
Ofrendas a Yemanyá en la Playa Ramírez de Montevideo.

En Montevideo y toda la costa Uruguaya, fieles se reúnen en las playas cada 2 de febrero para celebrar el Día de Yemayá. Centenares de miles de personas se sientan a la espera de la puesta del sol antes de lanzar pequeños barcos con ofrendas para la diosa y se realizan ceremonias de preparación y agradeciemiento. Junto a la playa de Ramirez en el barrio Parque Rodó se encuentra una estatua de la diosa.
En 2015, el gobierno uruguayo estimó que 100 000 personas visitaron las playas para las celebraciones. En Uruguay la presencia de esclavos afrodescendientes fue muy fuerte. En 1787 el Cabildo de Montevideo mandó construir un lugar de cuarentena para los esclavos que llegaban de África, conocido como Caserío de los Negros o Caserío de Filipinas. Allí se tenía a las personas apresadas hasta su venta o muerte. Se dice que descansan en esas tierras 70.000 víctimas del comercio esclavista.

## Cuba
Yemayá es un Osha de Cabecera el cual debe recibirse en la "ceremonia de Kari Osha" (hacer santo). No importa cuál sea el ángel de la guarda de la persona.
En Cuba, Yemayá también tiene los colores azul y blanca, es una reina de Abeokutá. Su nombre proviene del Yorùbá Yemòjá (Yeyé: madre – Omo: hijo - Eyá: Peces) es dueña de las aguas y el mar, fuente de toda la vida, asume el nombre cristiano de La Virgen de Regla y forma parte de la santería como santa patrona de los puertos de La Habana. Lydia Cabrera habla en siete nombres igualmente, especificando que sólo una Yemayá existe, a la cual se llega por siete caminos. Su nombre indica el lugar donde ella se encuentra.
En la santería, se dice que todos son hijos de ella, es la Orisha de la maternidad, porque por 9 meses se nada como peces en la placenta de la madre. Come siempre junto a Shangó, excepto Yemayá Okute que come con Oggún.

### Sincretismo en Cuba
| St. Católicos   | Kimbisa            | Mayombe                                                                 | Abakuá | Brillumba | Arará         | Iyesá  | Gangá |
| Virgen de Regla | Baluande Mamá Umbo | Baluande Luna Nueva madre de agua Siete Sayas una Cinta Sibi Kunambanga | Okandé | Nboma Mamá Kalunga Pungo Kasimba Mamá Umba Nbambua Mamba Nkita Iamasa Nkita Kuna Mamba Baluande Cuatro Vientos | Ferekeje-Majé | Kedike | Obbe  |

### Templo de Yemayá.
En Trinidad, localidad de Cuba se encuentra el Templo a la Orisha Yemaya, en este Templo cada año el 19 de marzo se realiza una fiesta con la participación de religiosos y creyentes para rendirle culto, tributo y homenaje a la Deidad, considerando esta fecha como el inicio de la primavera, de la época de lluvia.

### Caminos de Yemayá según la Regla Osha-Ifá
1. Yemayá Asesu.
2. Yemayá Awoyó.
3. Yemayá Akuará.
4. Yemayá Okute u Okuti.
5. Yemayá Ibu Konla.
6. Yemayá Ashaba o Ayabá.
7. Yemayá Mayaleo o Mayelewo.
8. Yemayá Yembó o Yemú.
9. Yemayá Ibu Okoto.
10. Yemayá Ibu Oleyo.
11. Yemayá Ibu Elowo.
12. Yemayá Akere.
13. Yemayá Oro.
14. Yemayá Ataremawa.
15. Yemayá Ibu Gunle.
16. Yemayá Ibu Agana.
17. Yemayá Ibu Akinomi.
18. Yemayá Ibu Iña.
19. Yemayá Oggún Ayipo.
20. Yemayá Oggún Asomi.
21. Yemayá Ibu Nodo.
22. Yemayá Yamase.
23. Yemayá Ibu Alaro.
24. Yemayá Ibu Yabani.
25. Yemayá Ibu Tinibu.
26. Yemayá Lokún Nipa.

## En la literatura
La diosa Yemayá aparece en numerosos episodios de la novela Esclava de la libertad (2022) del escritor Ildefonso Falcones, constituyendo uno de los elementos fundamentales de la narración.